# Arquitetura otomana

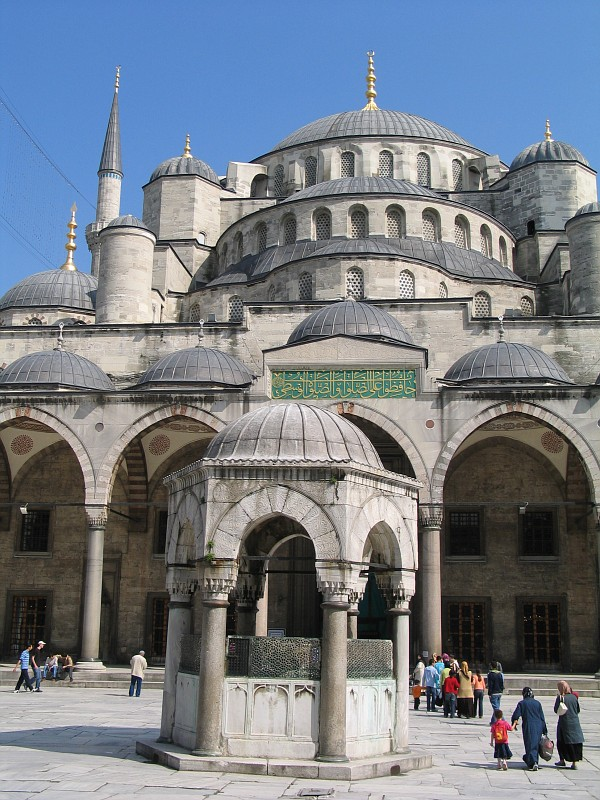
Mesquita Azul (Sultanahmet Camii), em Istambul

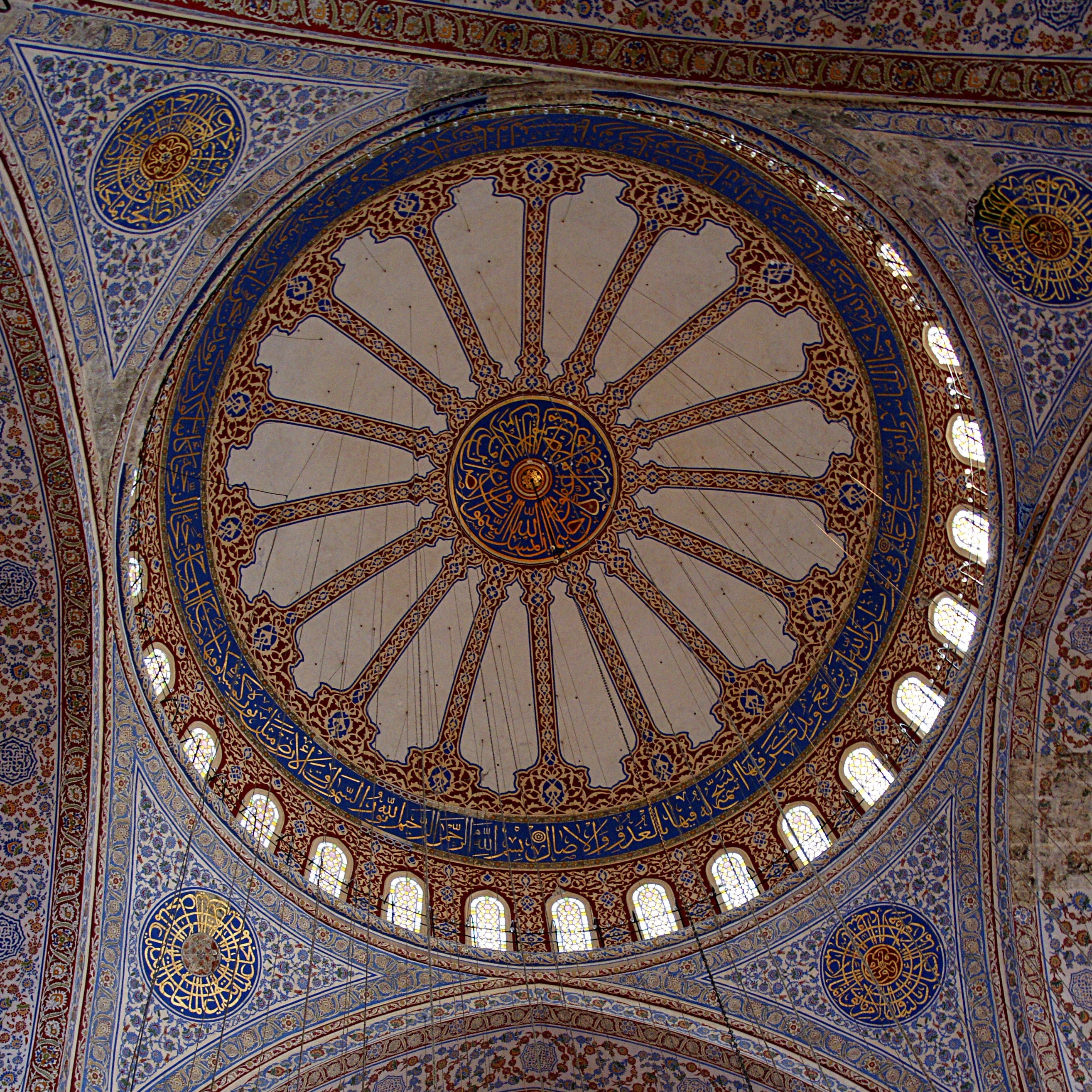
Interior da cúpula da Mesquita Azul (Sultanahmet Camii), em Istambul

Arquitetura otomana refere-se à arquitetura do Império Otomano, que emergiu em Bursa e Edirne (atual Turquia) nos séculos XV e XVI. A arquitetura do império desenvolveu-se a partir da anterior arquitetura seljúcida e teve influências da arquitetura persa e bizantina, bem como das tradições islâmicas dos mamelucos depois da conquista de Constantinopla (atual Istambul) pelos otomanos. Durante praticamente quatro séculos, obras da arquitetura bizantina como a Basílica de Santa Sofia serviram de modelo para muitas mesquitas otomanas. A arquitetura otomana tem sido frequentemente descrita como uma síntese das tradições arquitetónicas do Mediterrâneo e Médio Oriente.
Os otomanos tornaram-se mestres na técnica de construir vastos espaços interiores confinados por cúpulas que, apesar da sua grande dimensão e peso aparentam uma grande leveza, conseguindo uma perfeita harmonia entre os espaços interiores e exteriores e uma perfeita articulação entre luzes e sombras. A arquitetura islâmica, que até então consistia em edifícios simples extensivamente decorados, foi transformada pelos otomanos através de um vocabulário arquitetónico de abóbadas, cúpulas, semicúpulas e colunas. A mesquita deixou de ser uma sala algo apertada e escura com as paredes cobertas de arabescos para passar a ser um santuário de equilíbrio entre estética e técnica, de refinada elegância e evocativo de uma transcendência celestial.

## Antecedentes

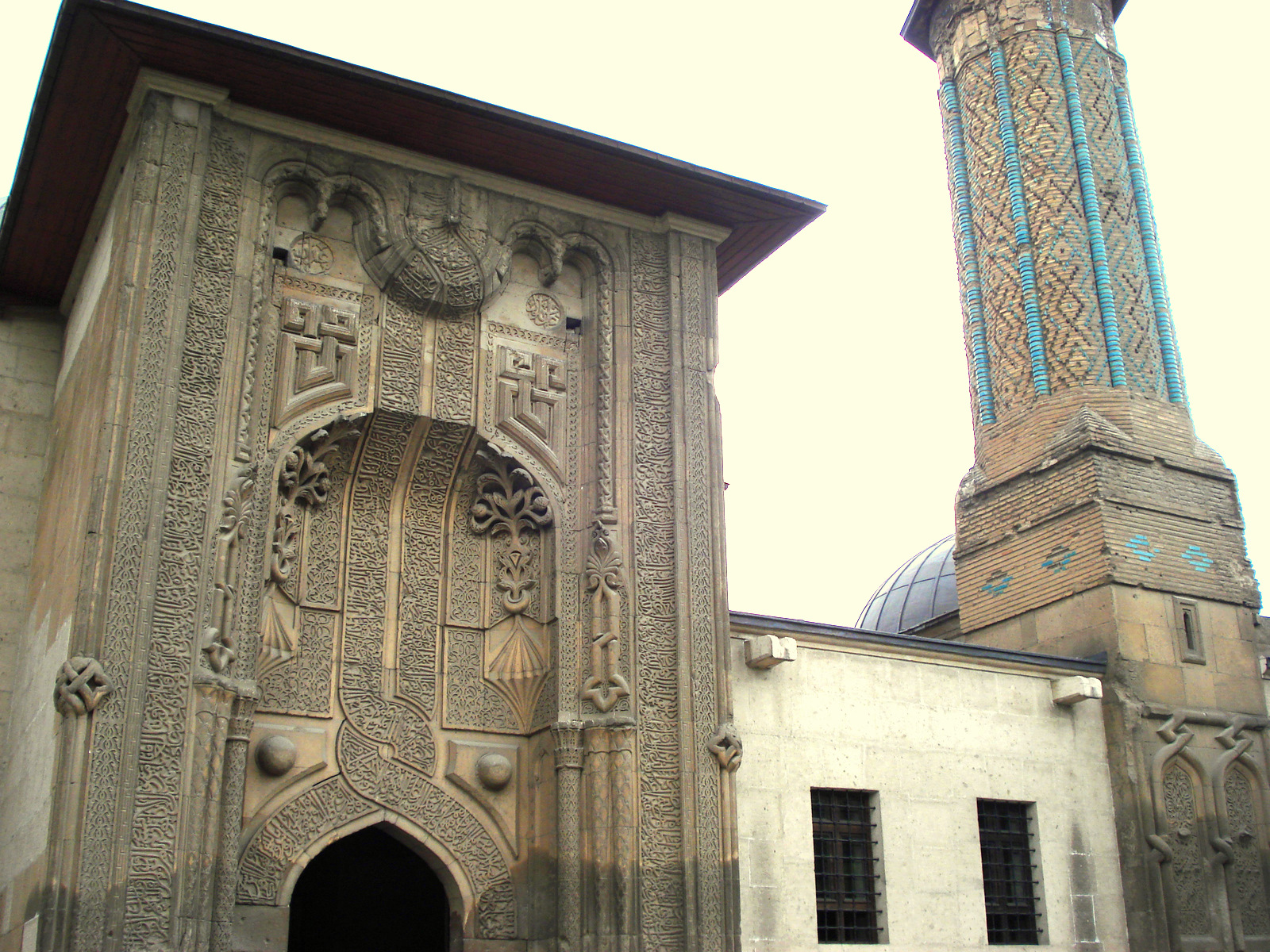
İnce Minareli Medrese, um madraçal seljúcida em Cônia, por alguns considerado um exemplo precoce de Barroco

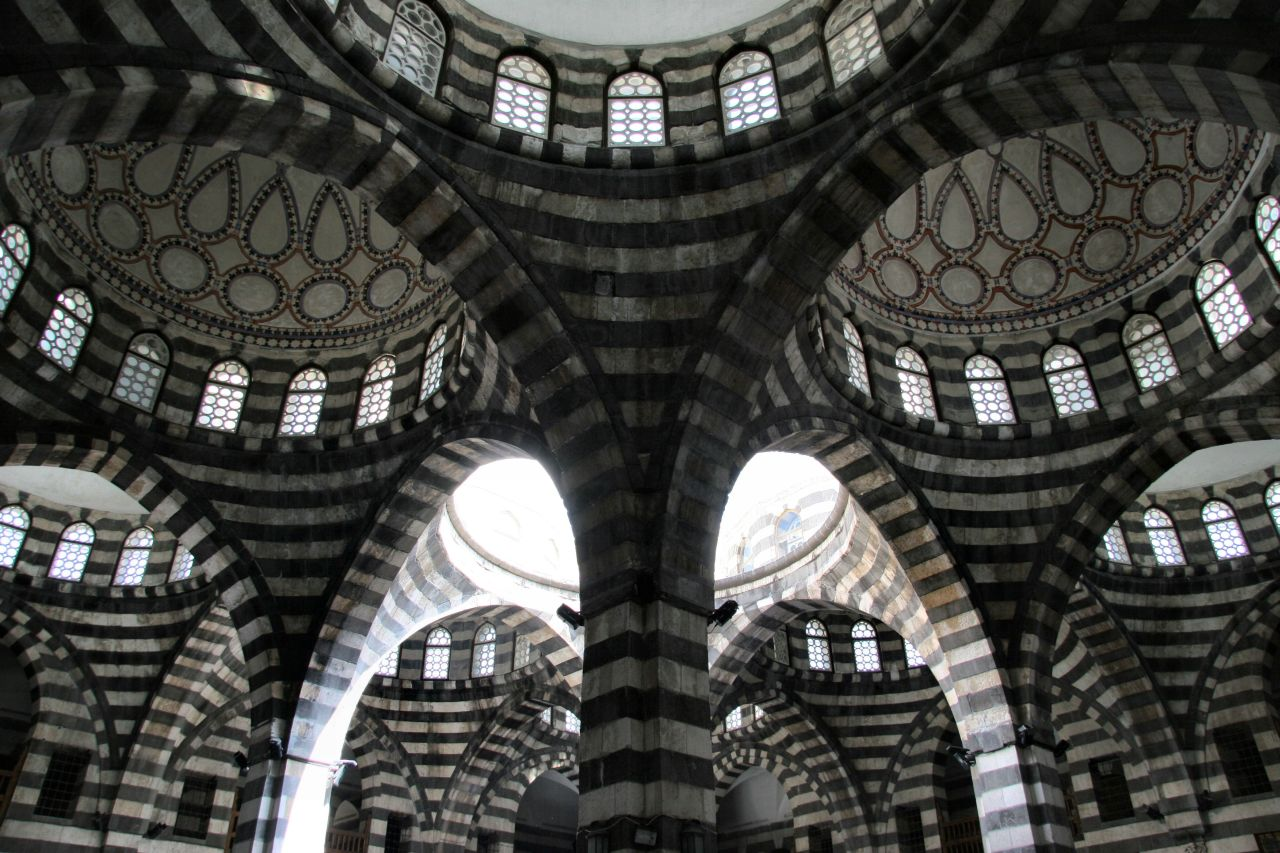
O Khan As'ad Paşa, um caravançarai otomano em Damasco, Síria

Nas suas terras ancestrais, os turcos viviam em tendas em forma de cúpula, apropriadas ao meio ambiente local. Estas tendas viriam a influenciar a arquitetura e as artes ornamentais turcas. Quando os turcos seljúcidas chegaram pela primeira vez ao Irão, encontraram uma arquitetura baseada em antigas tradições. Integrando essas tradições com elementos das suas, os seljúcidas produziram novos tipos arquitetónicos, que usaram principalmente em madraçais (mederse, escolas teológicas islâmicas). Os primeiros madraçais seljúcidas, conhecidos como nizamiyya, foram construídos no século XI por Nizã Almulque, vizir de Alparslano e Maleque Xá I. Os mais notáveis nizamiyyas desse período são os madraçais estatais de Nixapur e Tus, no Irão, o de Baguedade, no Iraque e o madraçal de Hargerd, em Coração (Khorasan), no Irão. Outra área para a qual a contribuição dos seljúcidas para a arquitetura se revelou importante, foi a dos monumentos funerários, os quais podem ser divididos em dois tipos: com abóbadas e grandes mausoléus semelhantes a cúpulas, chamados estes últimos de türbes.
Há ainda a destacar os caravançarais seljúcidas, um misto de fortificação e estalagem para viajantes, dos quais os Ribat-e Sharif e o Ribat-e Anushirvan são bons exemplos dos que foram construídos no século XII e que sobreviveram até aos nossos dias. Mais tardio, mas igualmente notável pode referir-se o Sultanhanı, próximo de Aksaray, um dos maiores caravançarais da Turquia. Nos edifícios seljúcidas usava-se geralmente tijolo, sendo as paredes interiores e exteriores decoradas com uma mistura de mármore, cal, gesso e outros materiais moídos. Nos edifícios anatólios típicos do período seljúcida o principal material de construção era a madeira, disposta horizontalmente, exceto ao longo das janelas e portas, onde colunas de pedra eram consideradas mais decorativas.

## Período antigo (1299-finais doséculo XV)

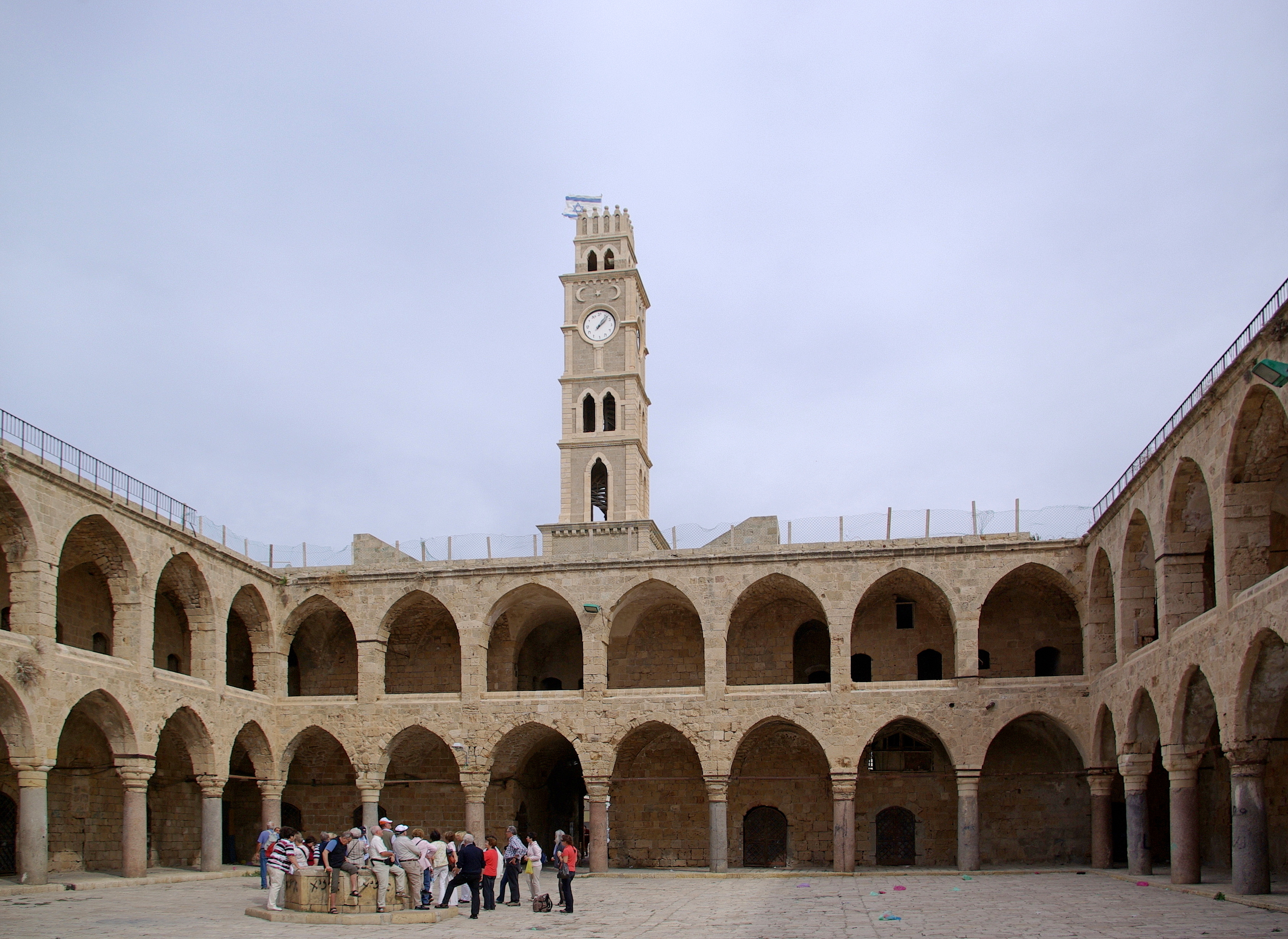
O Khan al-Umdan, um caravançarai em Acre (Israel)

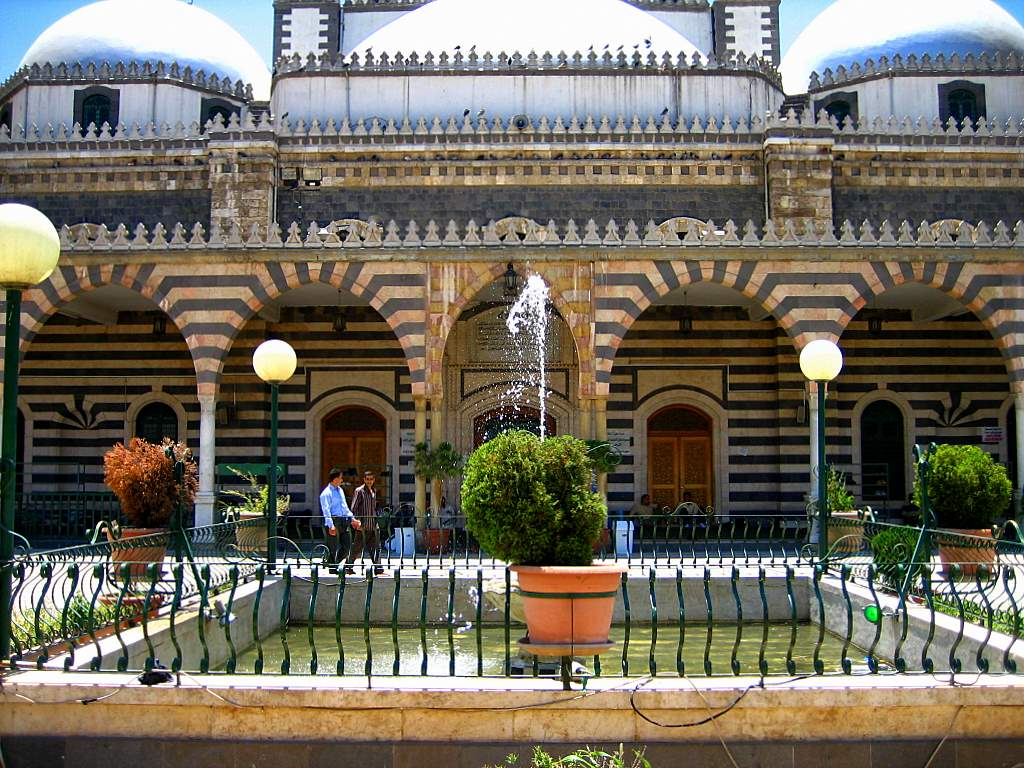
A Mesquita de Calide ibne Iázide, em Homs, Síria

Com o estabelecimento do Império Otomano, os anos entre 1299 e 1453 constituem o primeiro período otomano, em que se assistiu à procura de novas ideias. A mesquita de Hacı Özbek, de 1333, em İznik, o primeiro centro importante da arte otomana, é o exemplo mais antigo de uma mesquita otomana de uma só cúpula.

### Período de Bursa (1326-1437)
O estilo baseado em cúpulas evoluiu em Bursa e Edirne. A Grande Mesquita de Bursa (Ulu Camii, também conhecida por Mesquita Sagrada) foi a primeira mesquita seljúcida a ser convertida numa mesquita de cúpula. Edirne foi a última capital otomana antes de Istambul, onde se assistiu às últimas fases da evolução arquitetónica que culminaria na construção das grandes mesquitas imperiais de Istambul. Os edifícios construídos em Istambul no período entre a conquista da cidade, em 1453, e a construção da Mesquita de Bajazeto ainda são considerados como fazendo parte do período antigo da arquitetura otomana. Entre essas construções encontram-se a Mesquita do Conquistador, de 1463-1470, a Mesquita de Mahmut Paşa, as partes mais antigas do Palácio Topkapı e o Quiosque Esmaltado. À semelhança do que os seljúcidas fizeram em alguns locais, os otomanos integraram as mesquitas na comunidade e juntaram-lhes complexos denominados külliyes que incluíam refeitórios de beneficência (imaret), escolas teológicas (madraçais) e primárias (sıbyan mektebi), hospedarias de dervixes (tabhanes), caravançarais (hans), enfermarias, balneários públicos (hamans), etc.

## Período clássico (1437-1703)

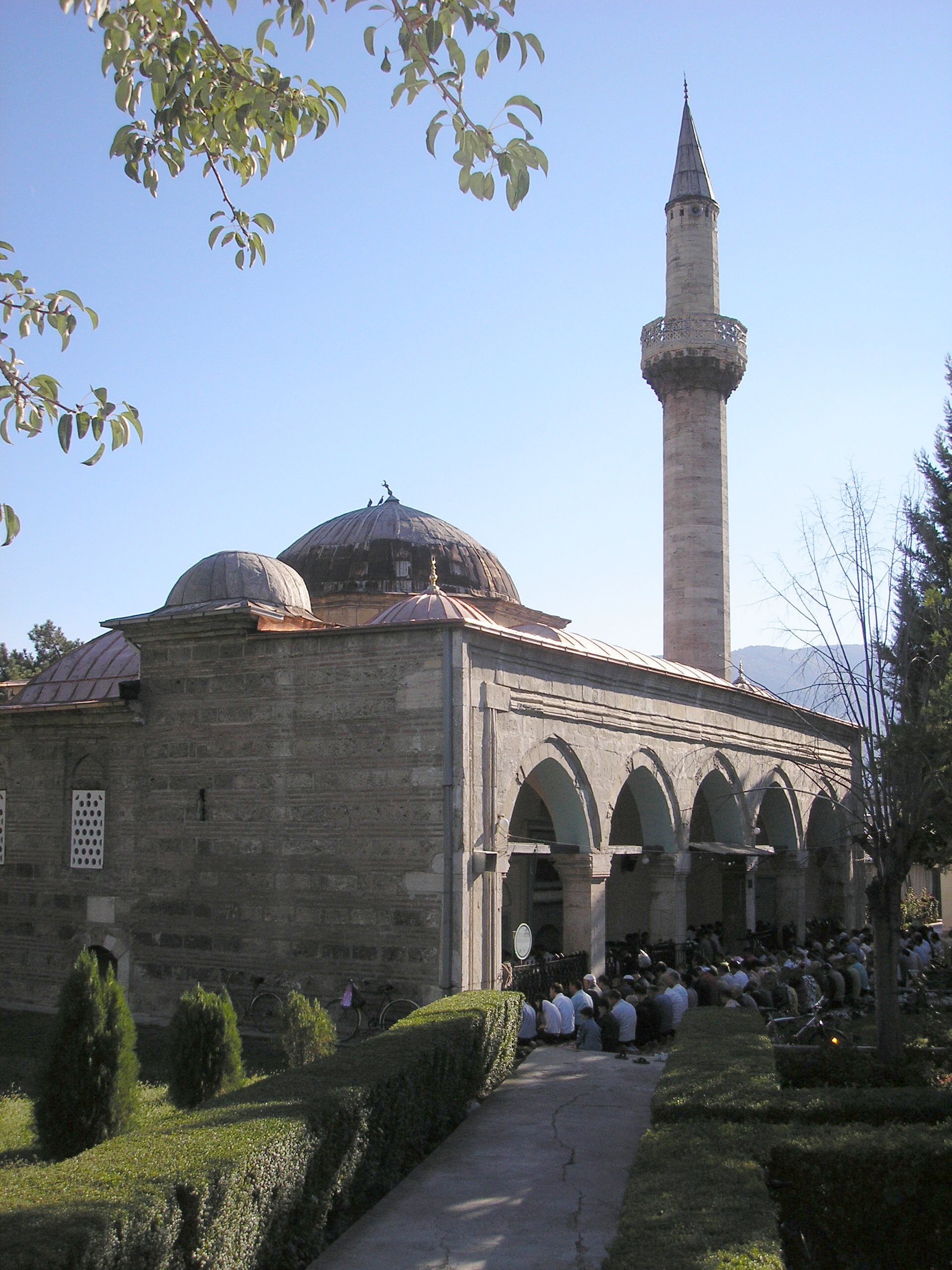
A Mesquita Aladja em Skopje, na Macedónia do Norte

Durante este período, as mesquitas passaram a incluir pátios interiores e exteriores. O pátio interior e a mesquita propriamente dita eram inseparáveis. O principal arquiteto deste período, Mimar Sinan, nasceu numa aldeia próxima de Kayseri em 1492 e morreu em Istambul em 1588. Sinan iniciou uma nova era na arquitetura mundial, criando 334 edifícios em várias cidades. A primeira obra importante de Sinan foi a Mesquita Şehzade, finalizada em 1548. A segunda sua obra significativa foi a Mesquita Süleymaniye (de Solimão) e o respetivo külliye, construída para glorificar o sultão Solimão, o Magnífico e finalizada em 1557. A obra-prima de Sinan, a Mesquita de Selimiye, em Edirne, foi construída entre 1568 e 1574, no auge da sua carreira de arquiteto imperial. Outras obras famosas de Sinan dentre as centenas da sua autoria, destacam-se as de Rüstem Paşa, as duas de Mihrimah Sultan (a de Edirnekapı e a de Üsküdar), os Banhos de Roxelana e os türbes (mausoléus) de Solimão e da sua esposa principal, Roxelana.
As obras do período clássico otomano tomaram como base a arquitetura bizantina, nomeadamente dos Balcãs, à qual acrescentaram elementos étnicos, criando assim um estilo arquitetónico próprio.
Obras do período clássico otomano podem ser observadas não só na Turquia, mas também nos Balcãs, Hungria, Síria, Egipto, Tunísia e Argélia, onde existem mesquitas, pontes, fontes e escolas desses tempos.

## Período deocidentalização(1703-1876)

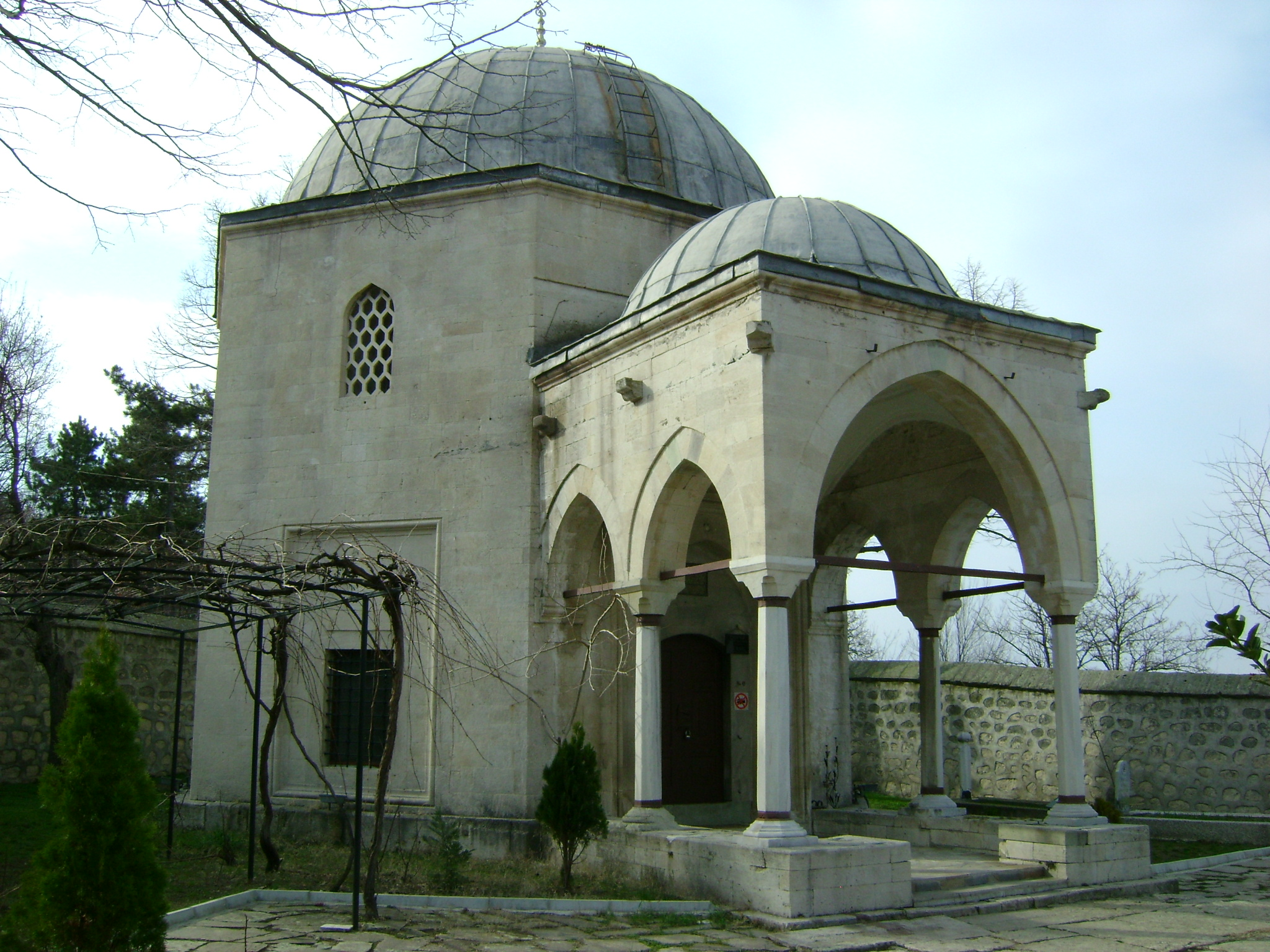
Türbe (mausoléu) do santo alevita Otman Baba, em Teketo,, Bulgária

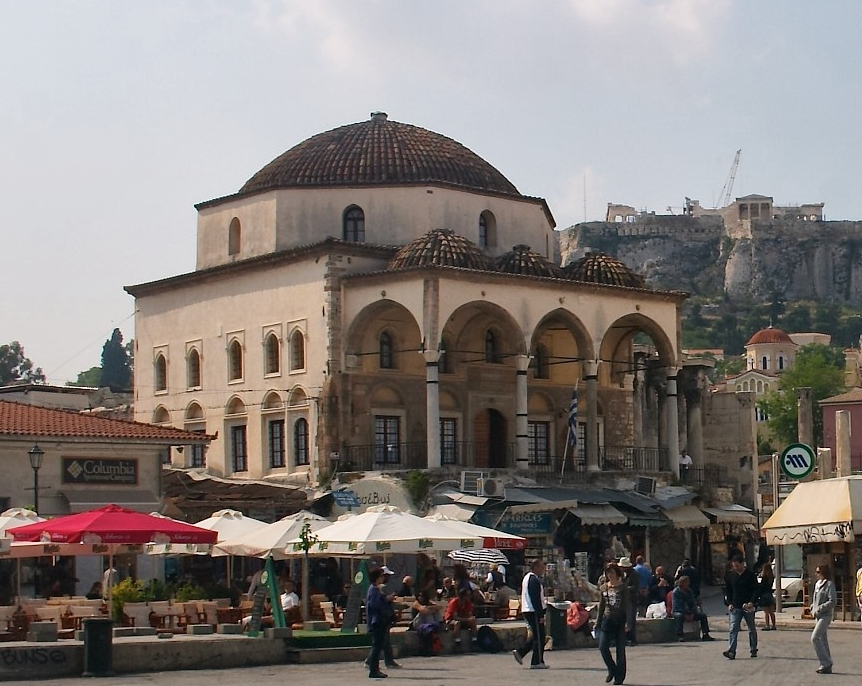
A Mesquita Tzisdarakis em Atenas

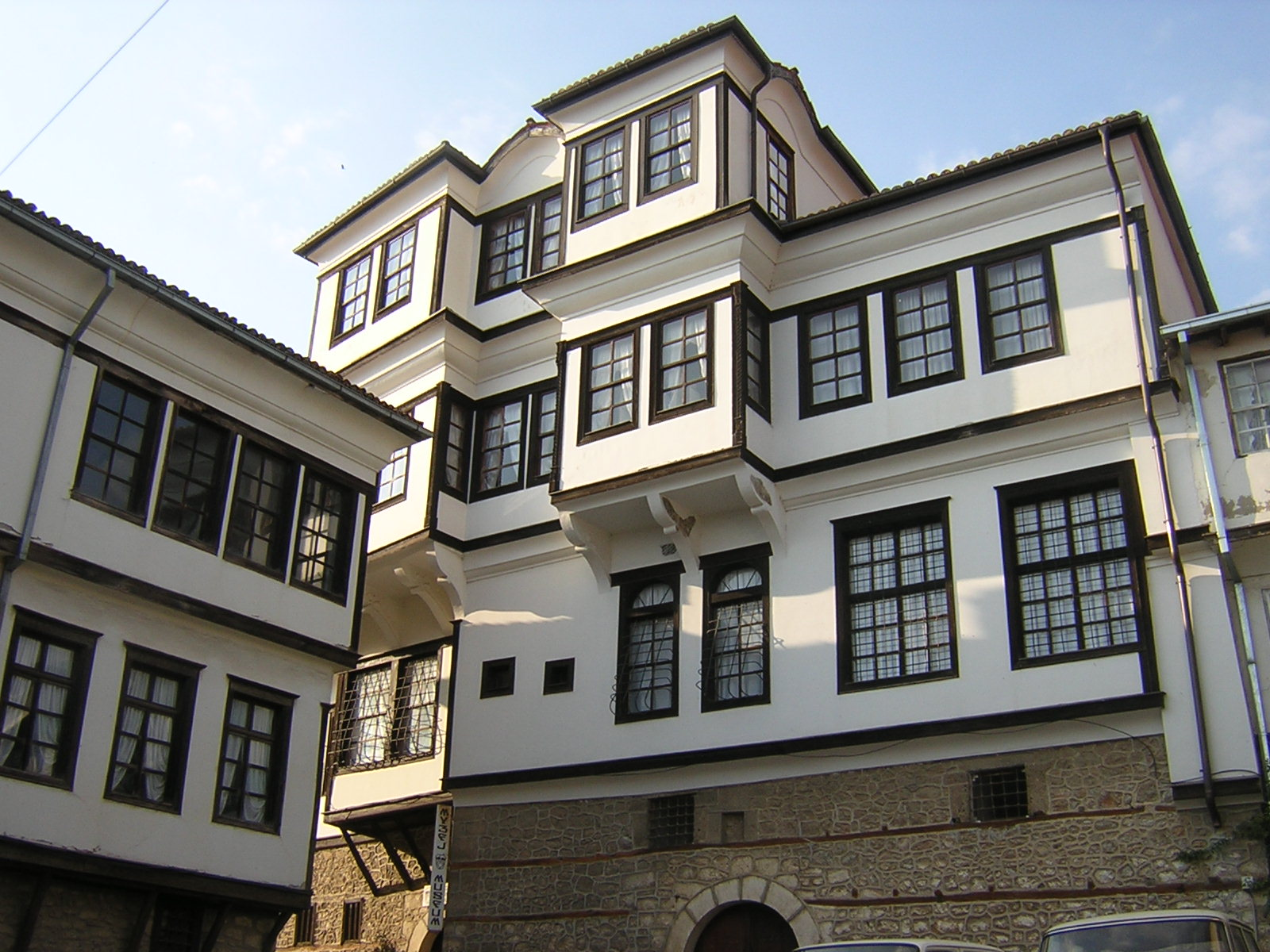
Casas tradicionais otomanas em Ohrid, Macedónia do Norte

O reinado de Amade III (1703–1730) e do governo do seu grão-vizir İbrahim Paşa foi um período de paz. Devido às suas relações com França, a arquitetura otomana começou a sofrer influências dos estilos Barroco e Rococó, então em voga na Europa.
Segundo alguns académicos, as primeiras manifestações do Barroco devem-se aos seljúcidas. Exemplos de criações barrocas dos seljúcidas podem ser observados, por exemplo, no hospital e Grande Mesquita e Hospital de Divriği (datado de 1229, na província de Sivas) classificados pela UNESCO como Património Mundial, no Çifte Minare (em Sivas), no İnce Minareli Medrese (em Cônia), além de muitos outros locais. Este estilo seljúcida é usualmente designado como "Portal Seljúcida Barroco". O Barroco ressurgiu depois em Itália e posteriormente a sua popularidade cresceu no Império Otomano. Foram enviados observadores às cidades europeias, especialmente a Paris, para conhecerem os costumes e modos de vida contemporâneos europeus. Os elementos decorativos do Barroco e Rococó europeus influenciaram tanto a arquitetura profana como a religiosa. Por outro lado, Mellin, um arquiteto francês, foi convidado por uma irmã de Selim III para visitar Istambul, onde pintou as costas do Bósforo e as mansões de recreio (yalıs) aí situadas.

### Era Tulipa (1703-1757)

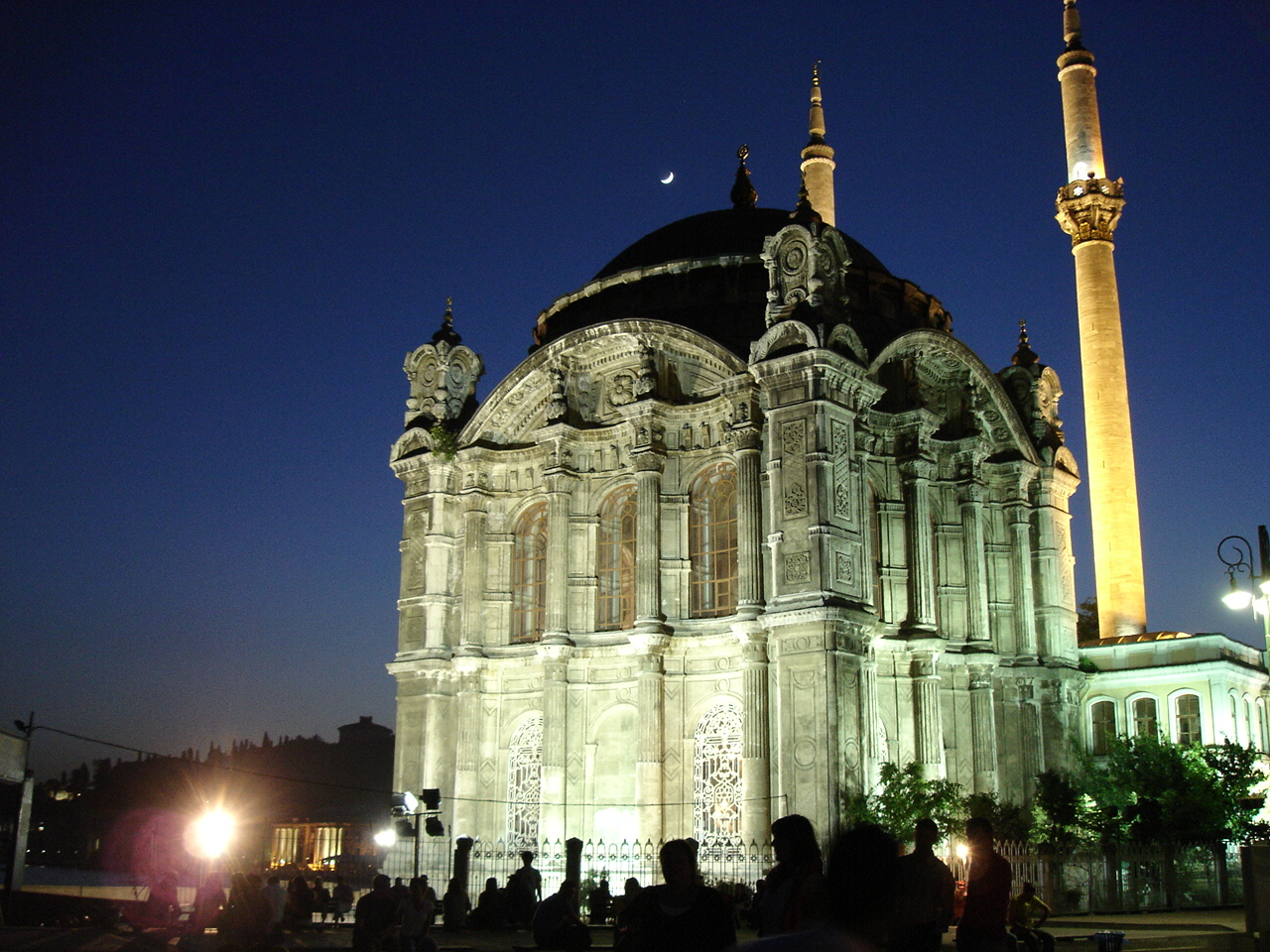
A Mesquita de Ortaköy

O reinado de Amade III é conhecido como o "Era Tulipa" devido ao uso profuso daquela flor nas decorações desse tempo. Durante esse período, durante o qual foi determinante a influência do grão-vizir Ibraim Paxá e da sua esposa Fatma Sultan, filha de Amade III, a arquitetura e artes decorativas otomanas foram grandemente influenciadas pelo Ocidente, que então exercia um grande fascínio sobre as elites do império. Em vez de monumentos e obras clássicas, foi dado ênfase à construção de yalıs (villas, palacetes e pavilhões), que foram construídos à volta do centro de Istambul. Foi também durante este período que foi construído o Palácio de Ixaque Paxá, na Anatólia Oriental, junto ao que é hoje a fronteira da Turquia com a Arménia, Irão e Iraque, na província de Are.
A partir deste período, as classes altas e as elites do império começaram a usar as áreas abertas e públicas mais frequentemente, mudando os hábitos sociais até então muito tradicionalmente introvertidos. A construção de fontes monumentais e de residências à beira de água (yalıs), como o Aynalıkavak Kasrı, construído no início do século XVII, tornaram-se populares. Um canal (chamado Cetvel-i Sim) e uma área de piqueniques (em Kâğıthane) tornaram-se áreas de recreio. Embora a Era Tulipa tenha acabado em 1730, com a revolta de Patrona Halil, que depôs Amade III, ela tornou-se o modelo para atitudes de ocidentalização. Durante os anos de 1720 a 1890, a arquitetura otomana afastou-se dos cânones do período clássico. Durante o reinado de Mamude I, o sucessor do deposto Amade III, foram construídas as primeiras mesquitas barrocas.

### Período barroco (1757-1808)

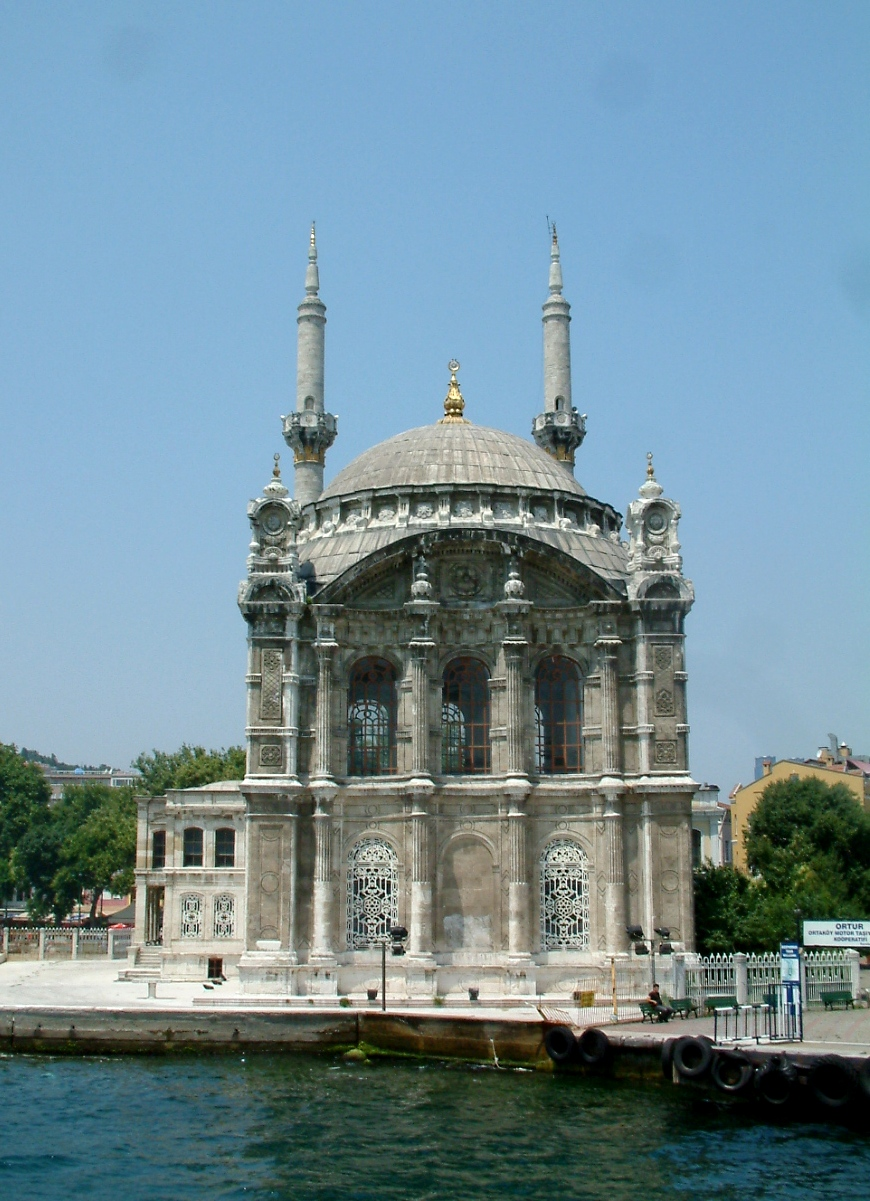
Mesquita Ortaköy

Durante a década de 1740, um novo estilo "barroco" otomano ou turco surgiu na sua plena expressão e rapidamente substituiu o estilo do Período das Tulipas. Esta mudança marcou o fim definitivo do estilo clássico. As condições políticas e culturais que conduziram ao Barroco Otomano têm as suas origens em parte no Período das Tulipas, quando a classe dominante otomana se abriu à influência do mundo ocidental. Após o Período das Tulipas, o estilo otomano imitou abertamente a arquitetura europeia, tanto que a tendência arquitetónica e decorativa na Europa muitas vezes se refletiam no Império Otomano contemporaneamente ou após um curto atraso. As alterações eram particularmente notórias nas decorações e nos detalhes dos novos edifícios, em vez das suas formas gerais do espaço, embora também tenham sido introduzidas novas tipologias de edifícios resultantes de influências europeias. O termo "Rococó Turco", ou simplesmente "Rococó", é também utilizado para descrever o Barroco Otomano, ou partes dele, devido às semelhanças e influências do estilo Rococó francês em particular, mas esta terminologia varia de autor para autor.

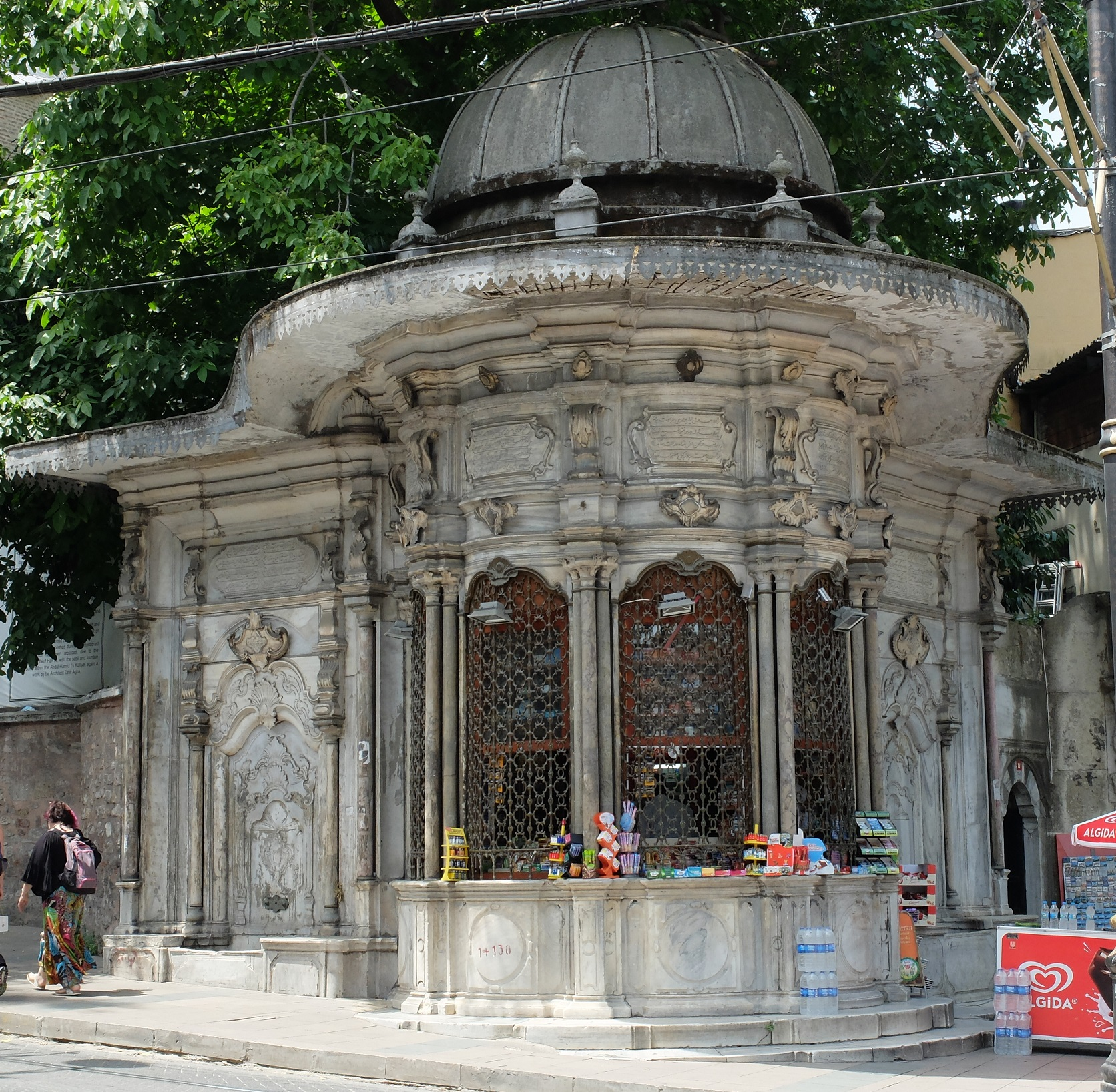
Sebil de Abdulhamid I, Istambul (cerca de 1780)

As primeiras estruturas a exibir o novo estilo barroco em muitas fontes e imagens foram construídas por patronos da elite em Istambul em 1741-1742. O monumento mais importante que anuncia o novo estilo barroco otomano é o complexo da Mesquita de Nuruosmaniye, iniciado por Mahmud I no início de 1748 e concluído pelo seu sucessor, Osman III (a quem é dedicado), em dezembro de 1755. Doğan Kuban descreve-o como "uma construção monumental mais importante depois da Mesquita Selimiye em Edirne", marcando a integração da cultura europeia na arquitetura otomana e a tradução do classicismo otomano. Marcou também a primeira vez desde a Mesquita do Sultão Ahmed I (início do século XVII) que um sultão otomano construiu o seu próprio complexo imperial islâmico em Istambul, inaugurando assim o regresso desta tradição.

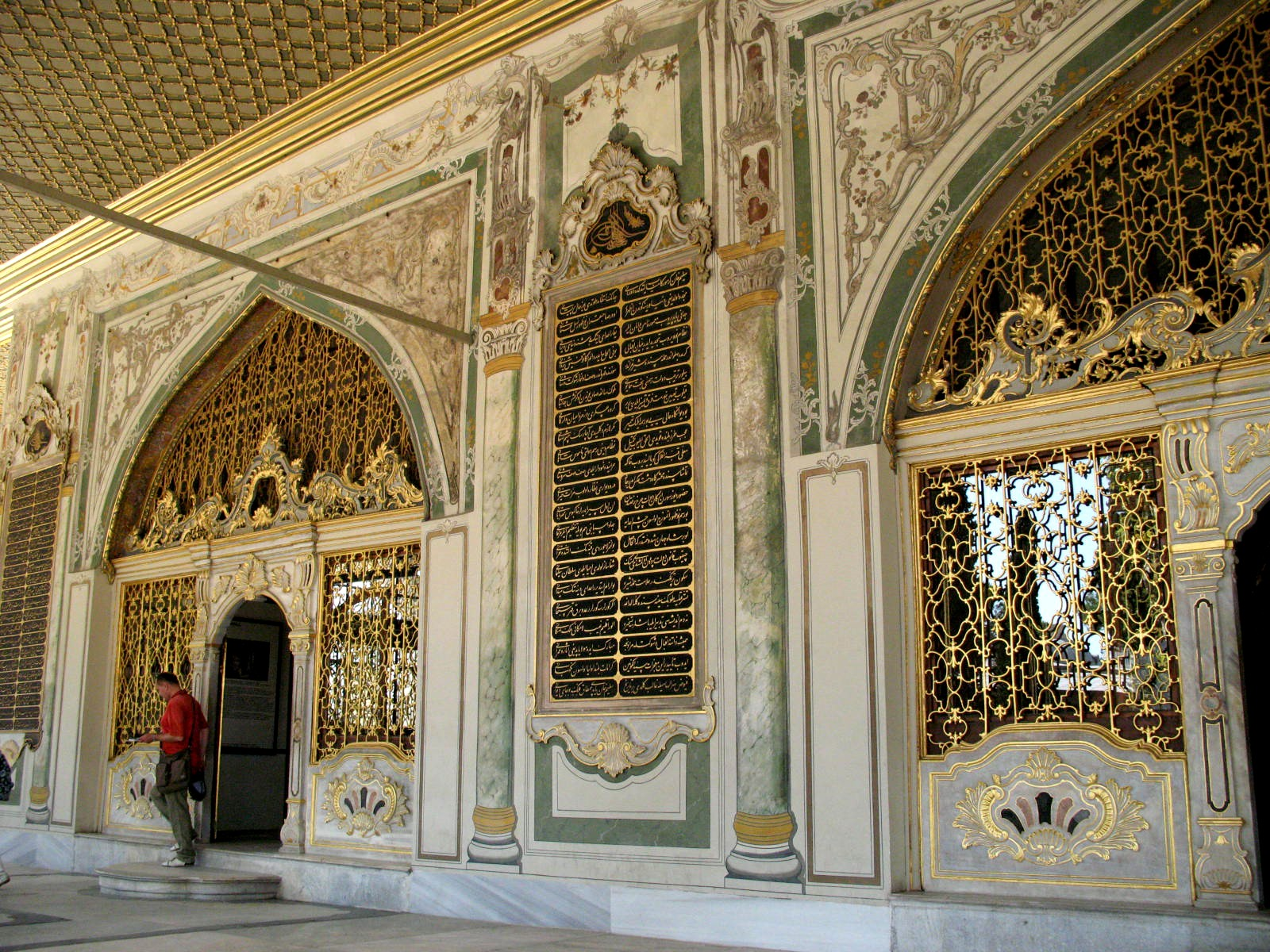
Decoração barroca no exterior do Salão do Conselho Imperial (Divã) no Palácio de Topkapi

No Palácio de Topkapi, os sultões otomanos e as suas famílias continuaram a construir novas divisões ou a renovar as antigas ao longo do século XVIII, introduzindo decorações barrocas e rococós. Alguns exemplos incluem a secção dos Banhos do Harém, provavelmente reformada por Mahmud I por volta de 1744, Tal como nos séculos anteriores, outros palácios foram construídos nos arredores de Istambul pelo sultão e sua família. Anteriormente, a configuração tradicional dos palácios otomanos consistia em vários edifícios ou pavilhões dispostos em grupo, como no caso do Palácio de Topkapi, do Palácio de Edirne e outros. No entanto, durante o século XVIII, verificou-se uma transição para palácios compostos por um único bloco ou um único edifício grande.

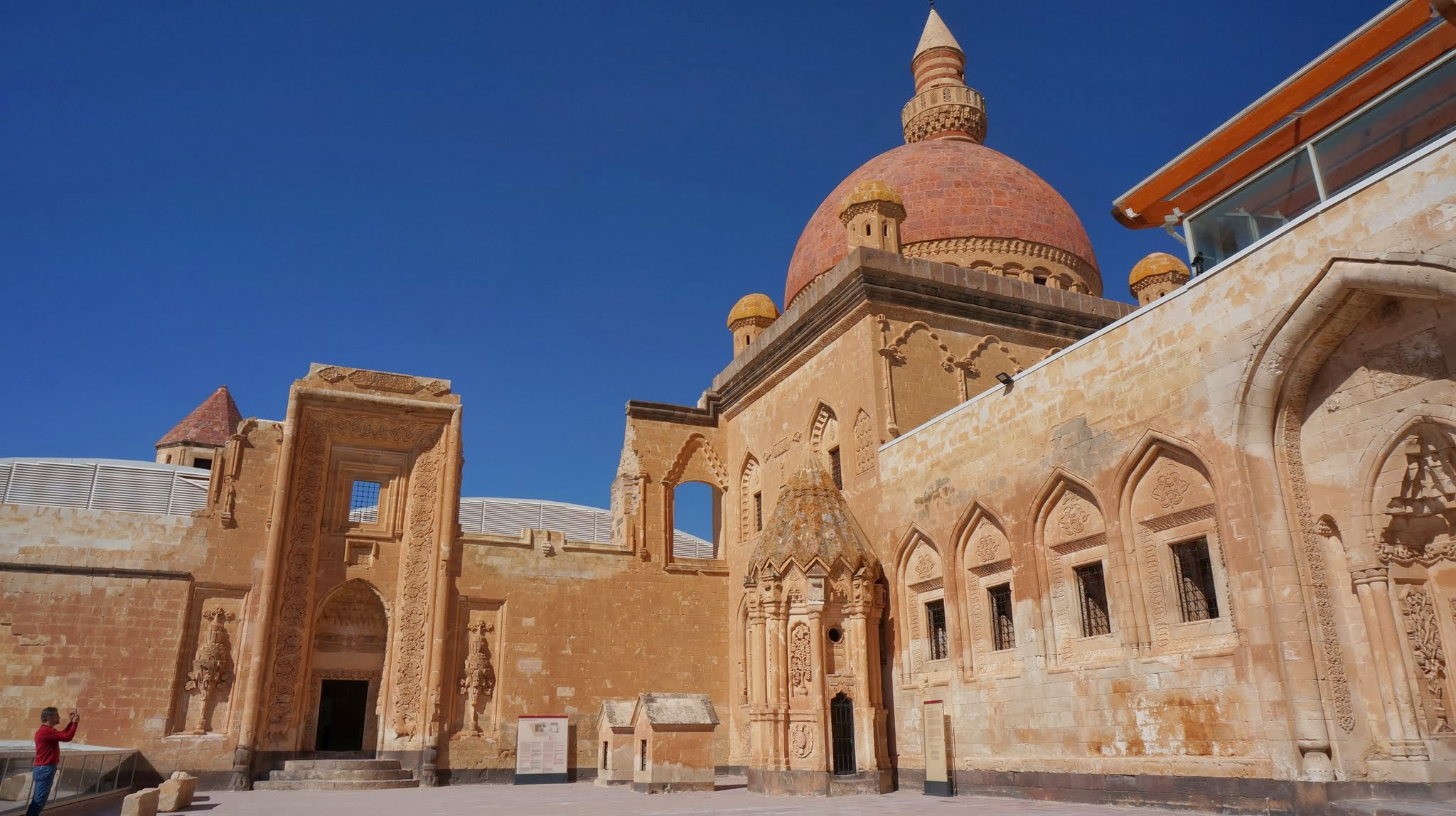
Palácio Ishak Pasha, perto do actual Doğubayazıt (concluído cerca de 1784)

Para além de Istambul, os maiores palácios foram construídos por poderosas famílias locais, mas eram frequentemente construídos em estilos regionais que não seguiam as tendências da capital otomana. O Palácio de Azm em Damasco, por exemplo, foi construído por volta de 1750 num estilo predominantemente damasceno. Na Anatólia Oriental, perto da atual Doğubayazıt, o Palácio Ishak Pasha é uma obra arquitetónica excecional e opulenta que combina várias tradições locais, incluindo a arquitetura turca seljúcida, a arquitetura arménia e a georgiana. A sua construção iniciou-se no século XVII e foi concluída em 1784.

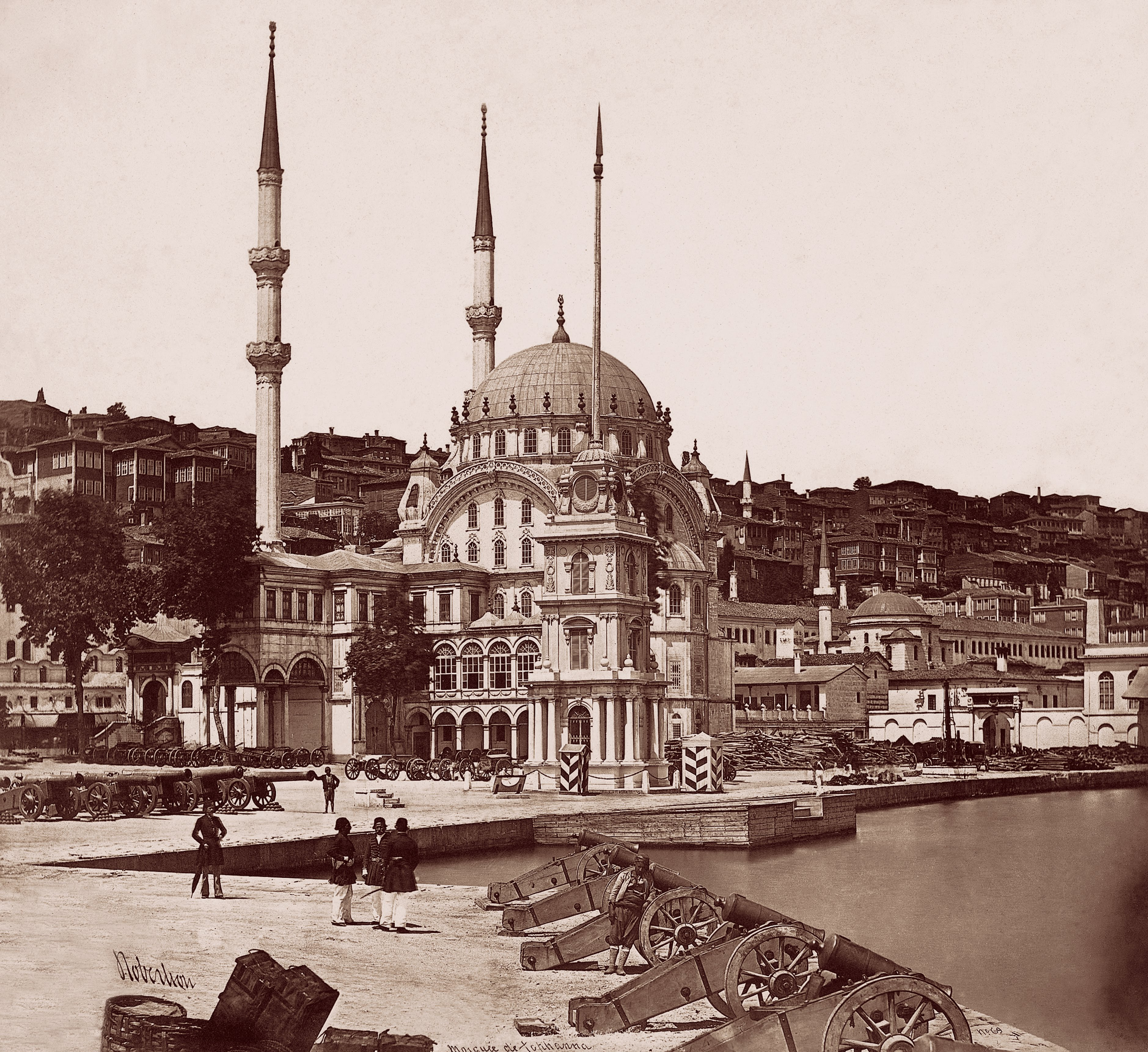
Mesquita Nusretiye em Tophane, Istambul (1822–1826)

A Mesquita Nusretiye, a mesquita imperial de Mahmud II, foi construída entre 1822 e 1826 em Tophane. A mesquita é a primeira grande obra imperial de Krikor Balyan. Por vezes é descrita como sendo do estilo Império, mas é considerada por Godfrey Goodwin e Doğan Kuban como uma das últimas mesquitas do barroco, enquanto Ünver Rüstem descreve o estilo como um afastamento do barroco e em direcção a uma interpretação otomana da arquitectura neoclássica. Goodwin descreve-a também como a última de uma série de mesquitas imperiais que começaram com a Nuruosmaniye.

As estruturas deste período caracterizam-se pela predominância de linhas circulares, ondulantes e curvas. Os melhores exemplos são as mesquitas Mesquita Nuruosmaniye, de Zeynep Sultan e de Laleli, o túmulo de Maomé II, o Conquistador, a pousada de Laleli Çukurçeşme, a Mansão Birgi Çakırağa, o Palácio Aynalıkavak (Aynalıkavak Kasrı) e o Quartel Selimiye. O arquiteto mais importante deste período foi Mehmed Tahir Ağa.[carece de fontes?]

### Período do Império (1808-1876)
As obras mais representativas deste período são as mesquitas Nusretiye, Dolmabahçe e de Ortaköy, o túmulo do sultão Mamude, o Galata Mevlevihanesi (sede local, ou tekke, da ordem sufista Mevlevi em Gálata), os palácios Dolmabahçe e Beilerbei, o palacete Sadullah Paşa Yalı e o Kuleli Askeri Lisesi. Os arquitetos mais proeminentes deste período foram os da família Balyan, arménios de Istambul, e os irmãos Fossati, italianos contratados pela corte imperial. Os edifícios deste período caracterizam-se por uma mistura dos estilos Neoclássico, Barroco, Rococó e Império, bem patente na mesquitas de Ortaköy e no palácio e mesquita de Dolmabahçe.

## Período otomano final (1876-1922)

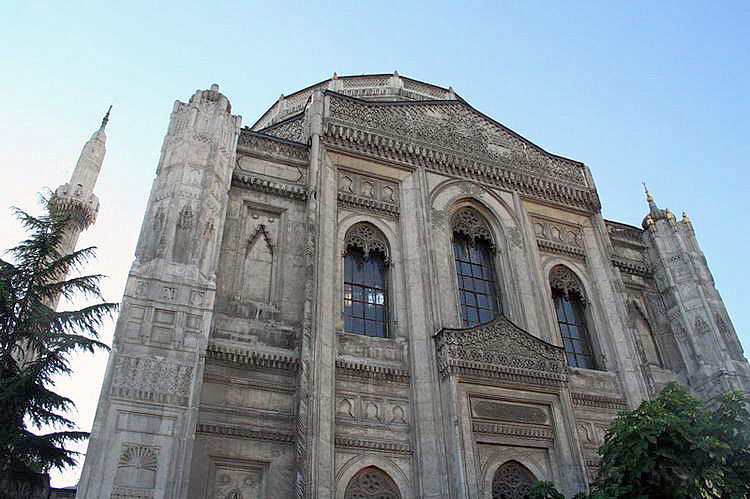
Fachada da Mesquita de Pertevniyal Valide Sultan, construída em 1872

As obras mais importantes deste período são a Mesquita de Pertevniyal Valide Sultan, o grupo de edifícios do Grupo Şeyh Zafir, a Escola de Medicina de Haydarpaşa, o edifícios de Duyun-u Umumiye, o cartório de Istambul, várias estações de correios, como o Merkez Postane (estação central de correios) em Sirkeci, Istambul, e os Apartamentos Harikzedegan em Laleli. O estilo predominante era o ecletismo. Os arquitetos mais notórios desse período foram Raimondo Tommaso D'Aronco, um italiano ao serviço do sultão Abdulamide II, e Alexander Vallaury, levantino turco-francês de Istambul. Além destes, cabe também referir os membros da família Balyan, Mimar Kemaleddin Bey, Vedat Tek, William James Smith, August Jachmund e Giulio Mongeri.

## Galeria de Imagens

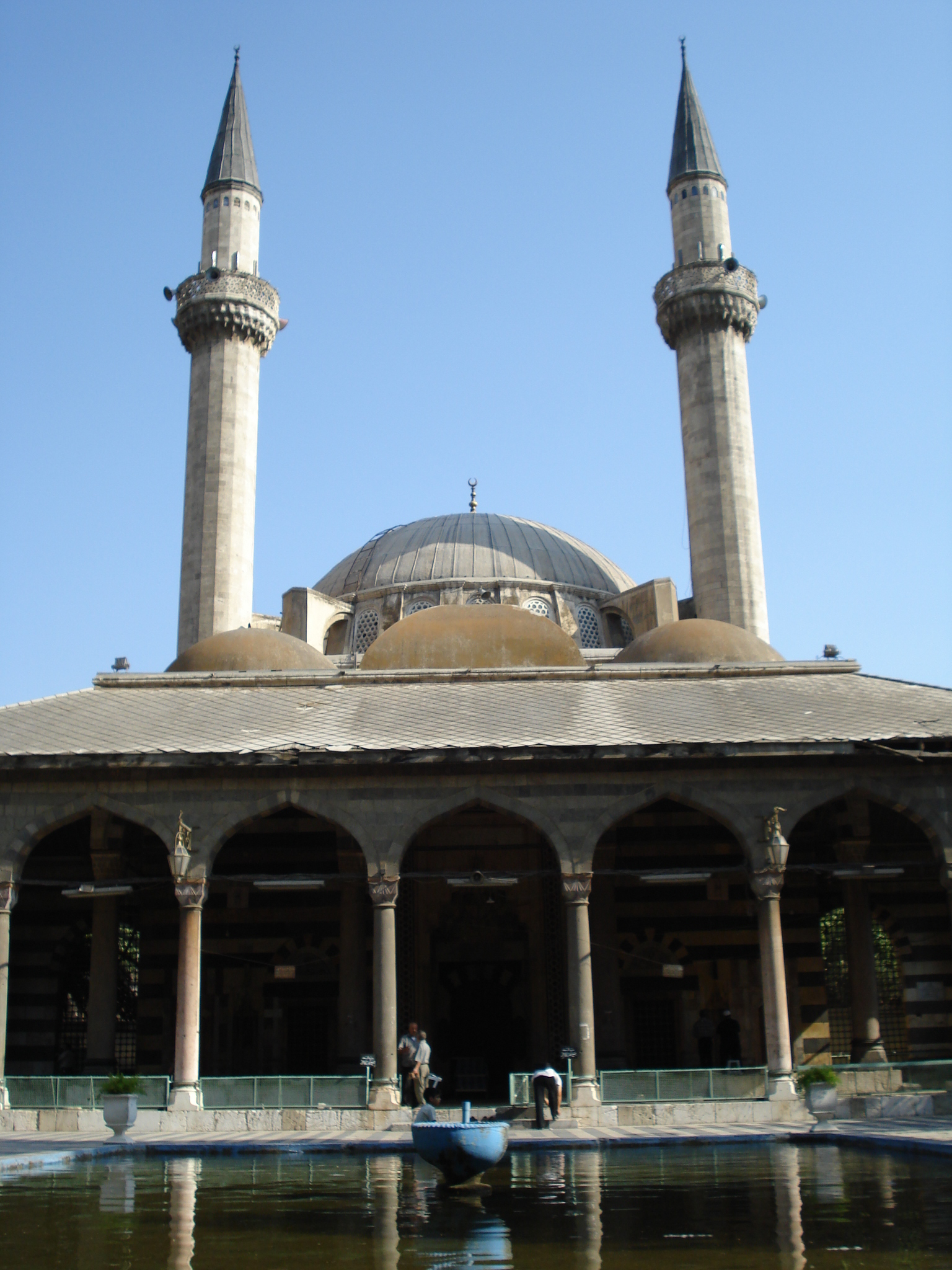
Mesquita Tekkiye, construída por ordem de Solimão, o Magnífico, na Síria
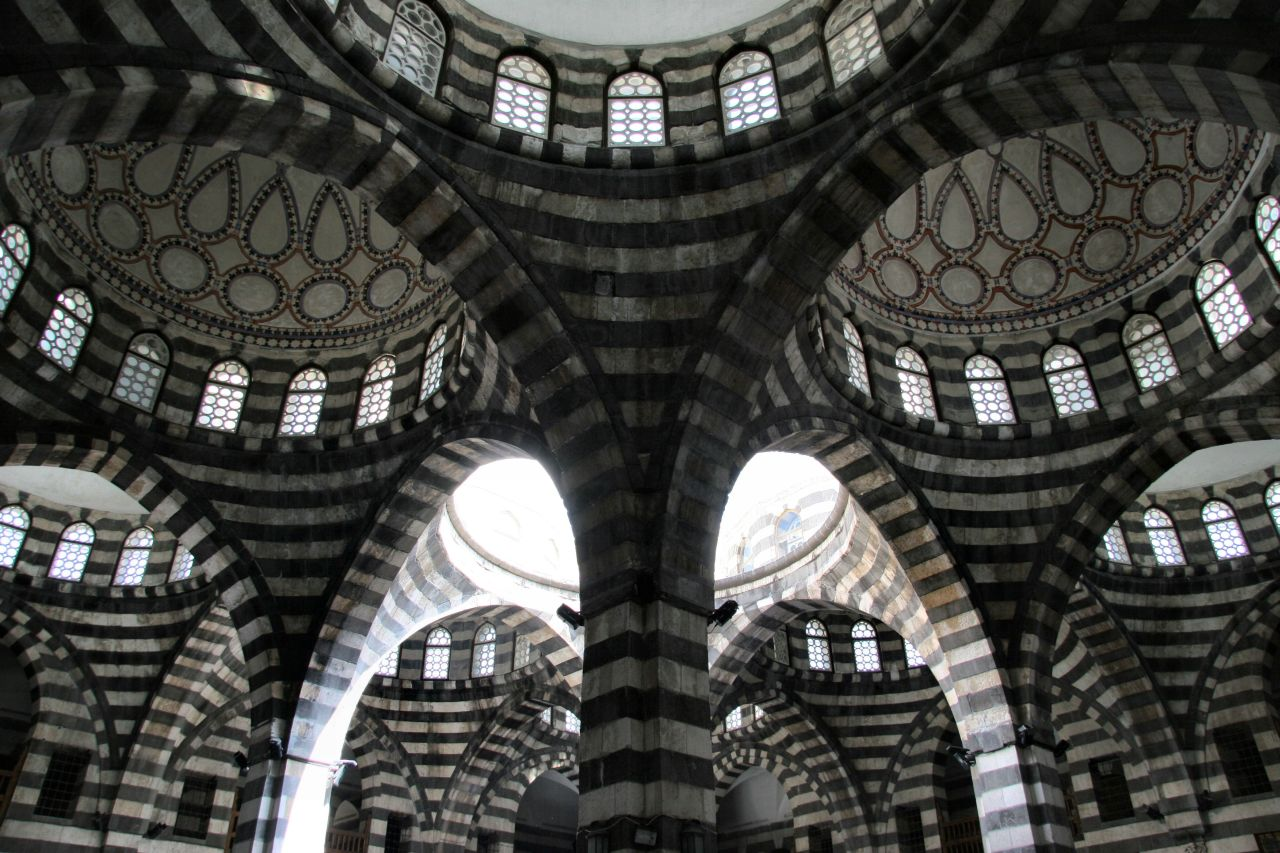
Interior de Khan As'ad Pasha na Síria
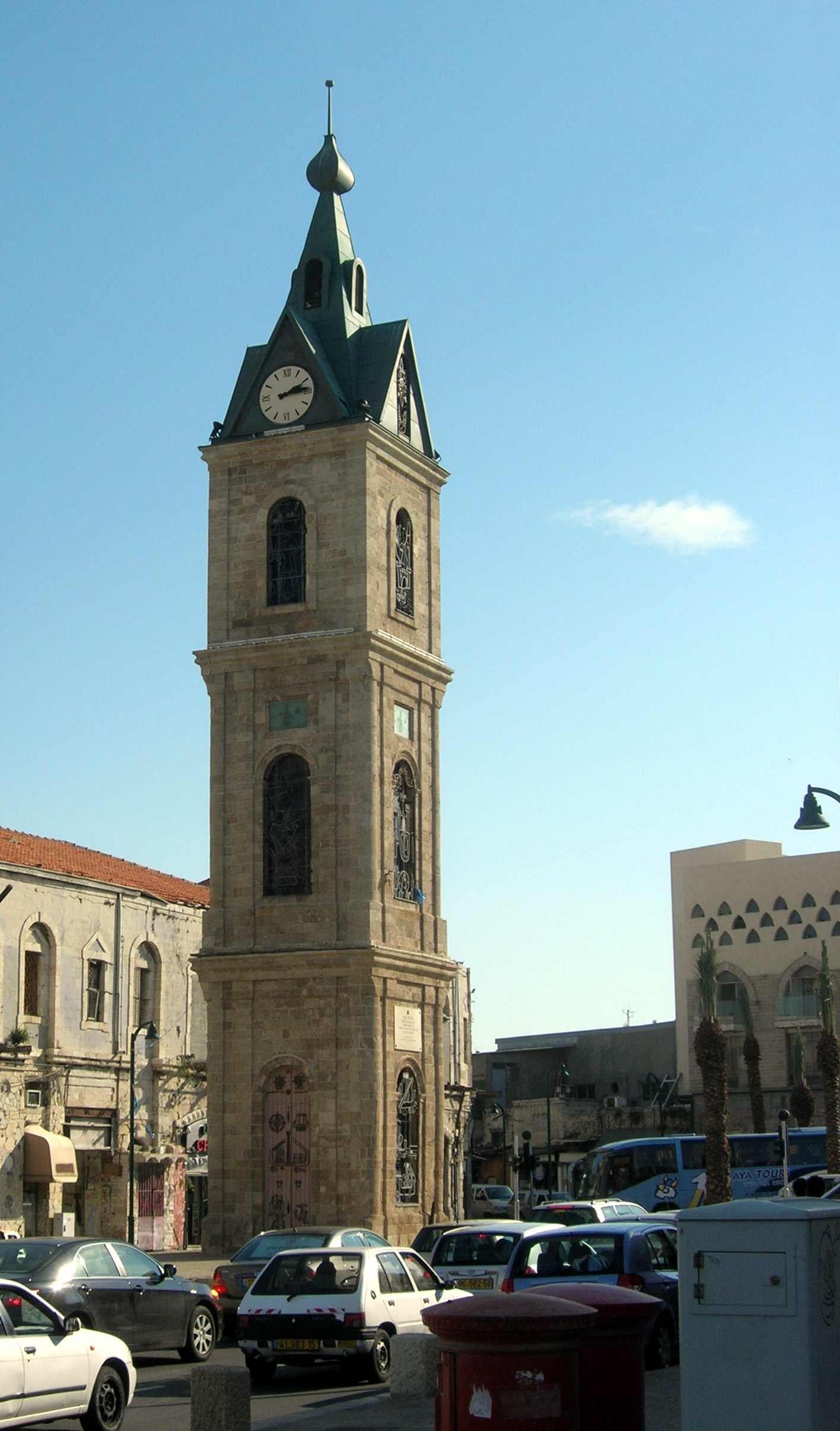
A Torre do Relógio de Jaffa foi construída para comemorar o 25º aniversário do reinado do Sultão Abdul Hamid II em Israel .
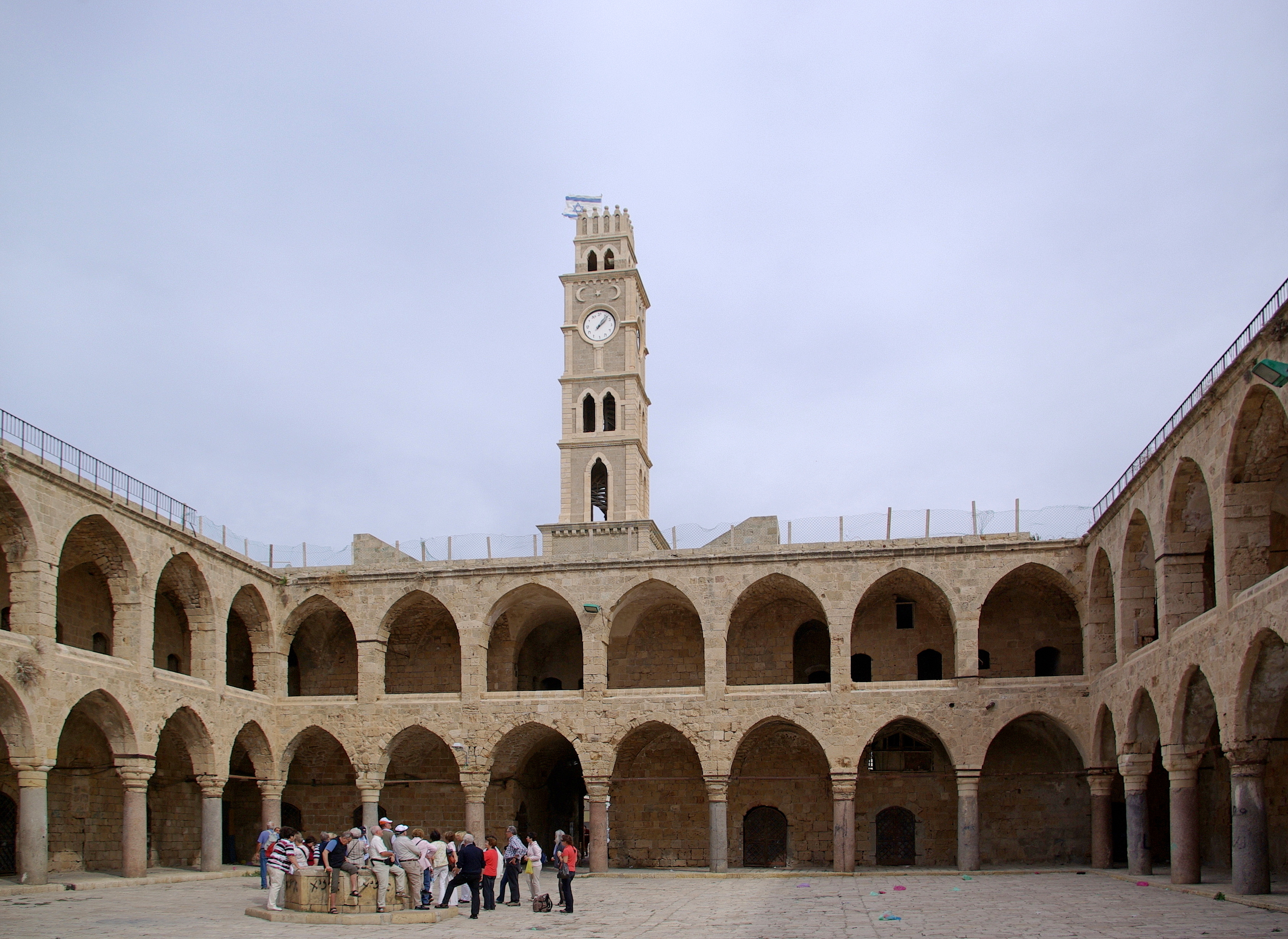
O Khan al-Umdan é o maior e mais bem preservado caravançarai de Israel.
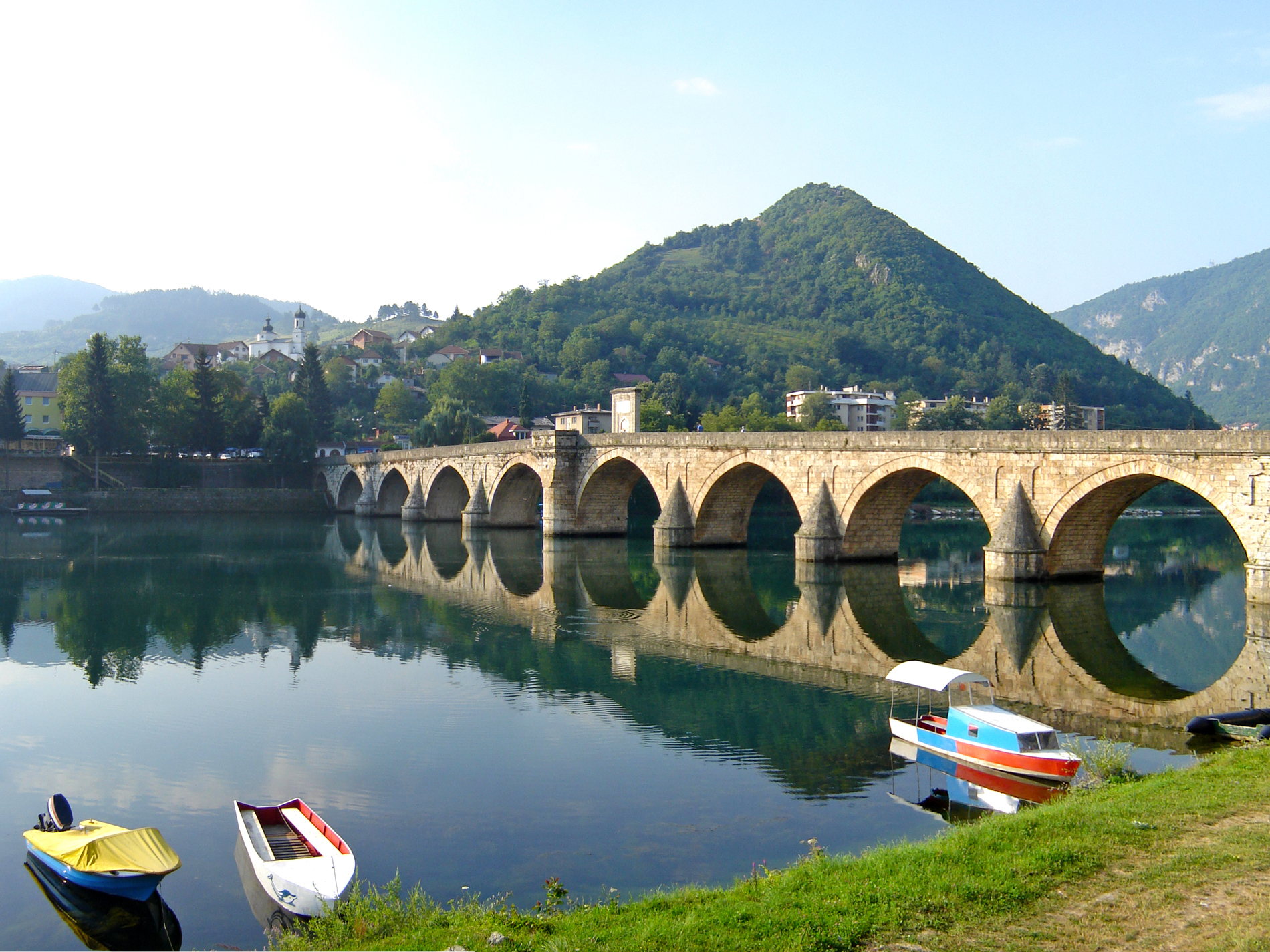
Ponte Mehmed Paša Sokolović na Bósnia e Herzegovina
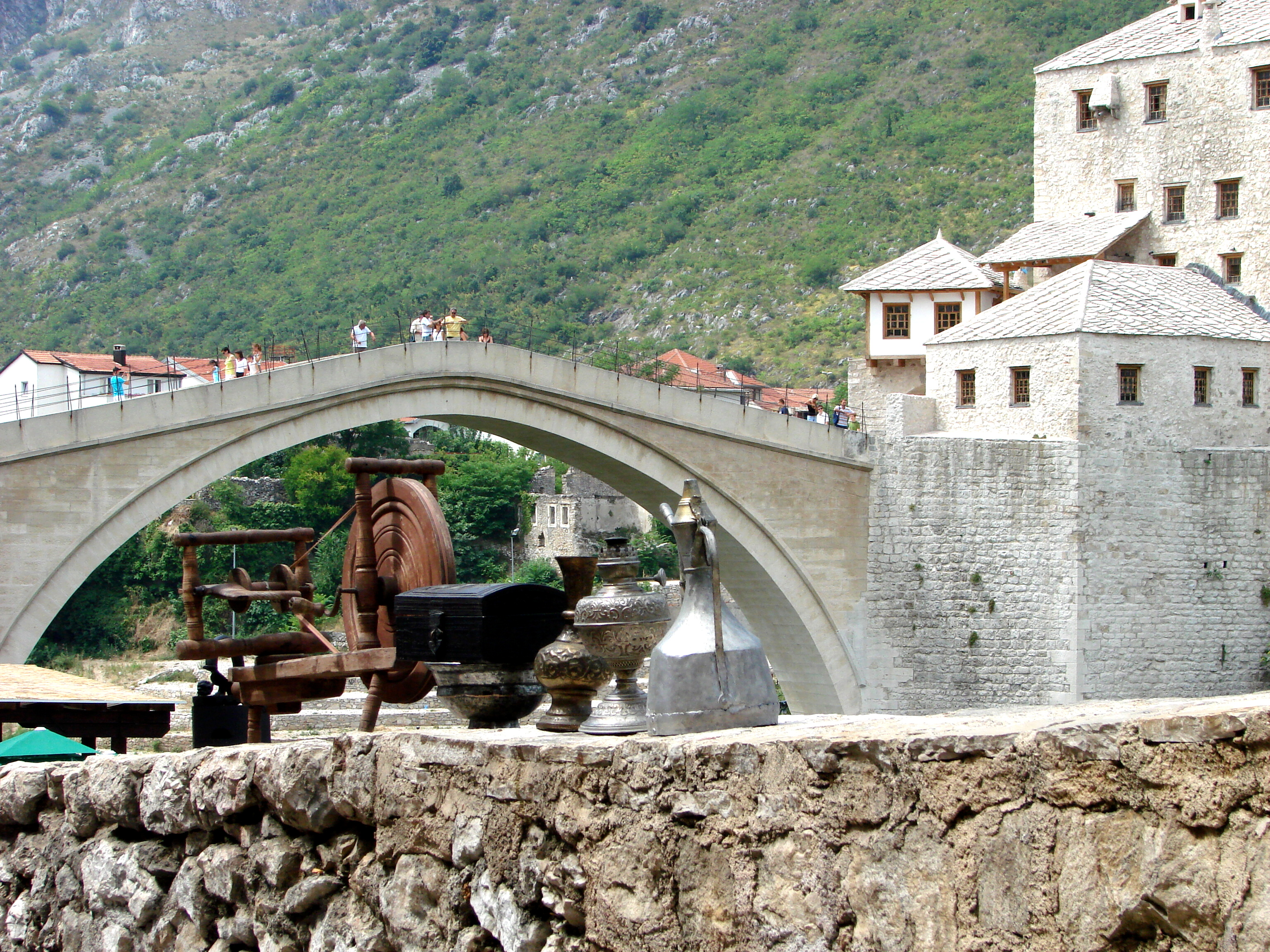
Mais antigo na Bósnia e Herzegovina
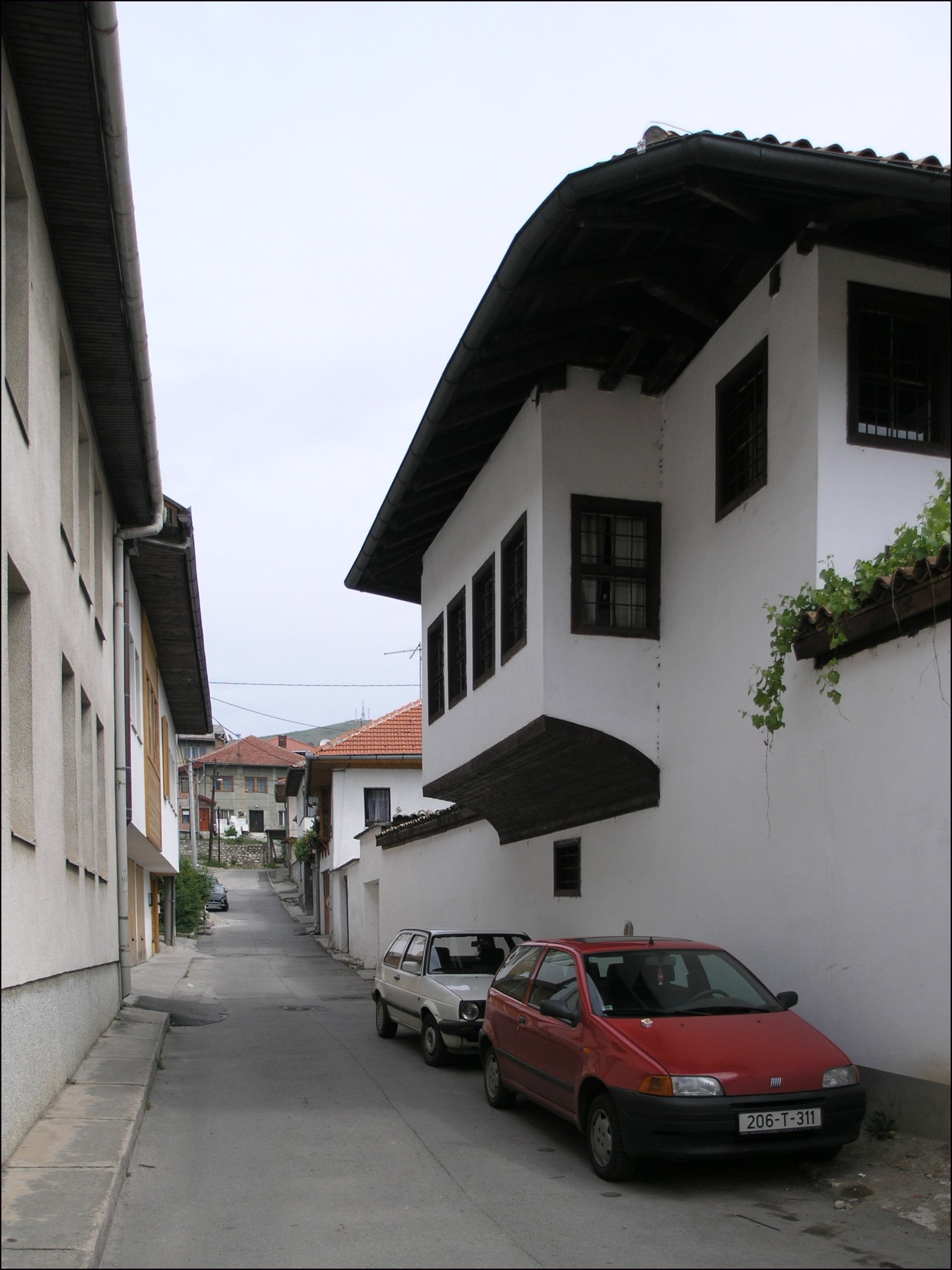
Casa Svrzo na Bósnia-Herzegovina
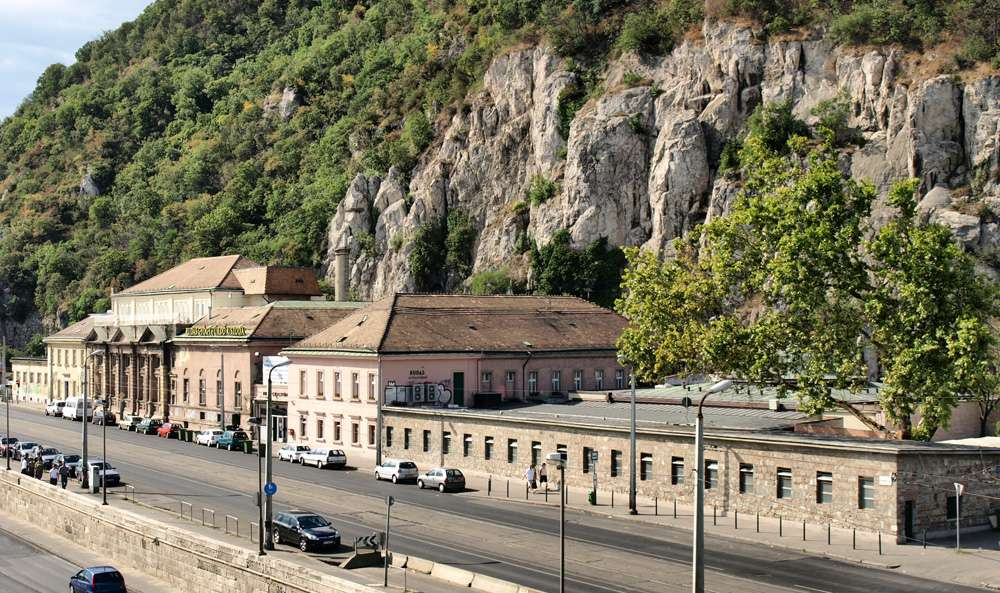
Banhos Rudas, um banho turco na Hungria
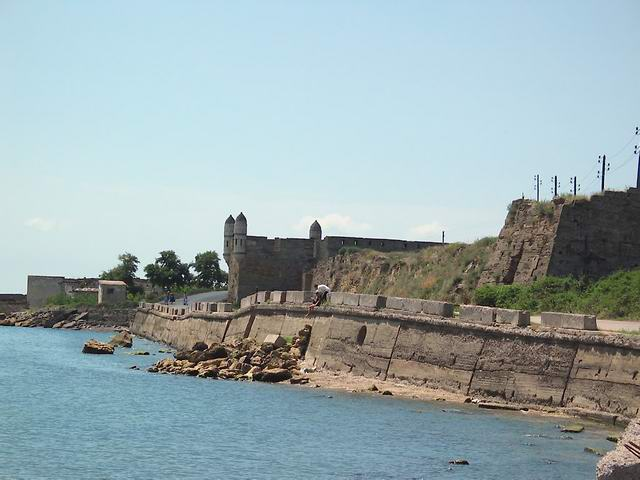
Yenikale na Ucrânia
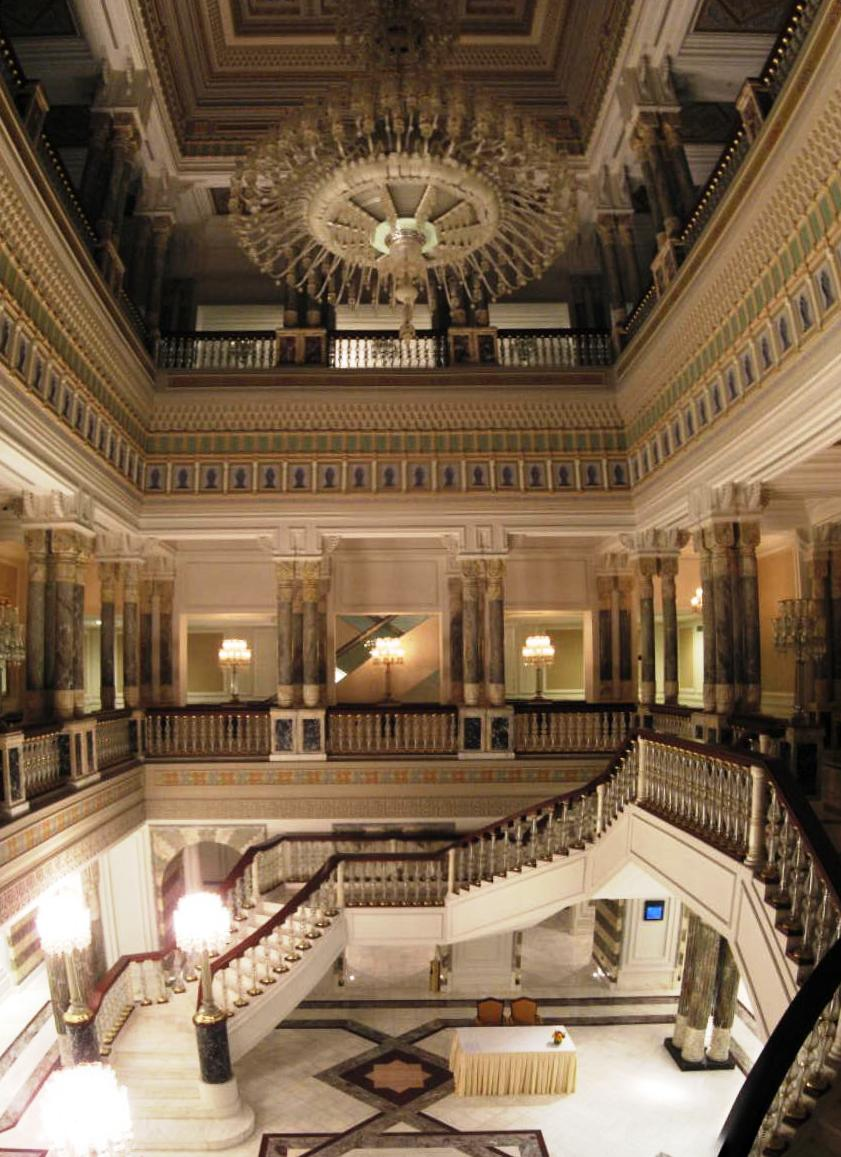
Palácio Çırağan em Istambul
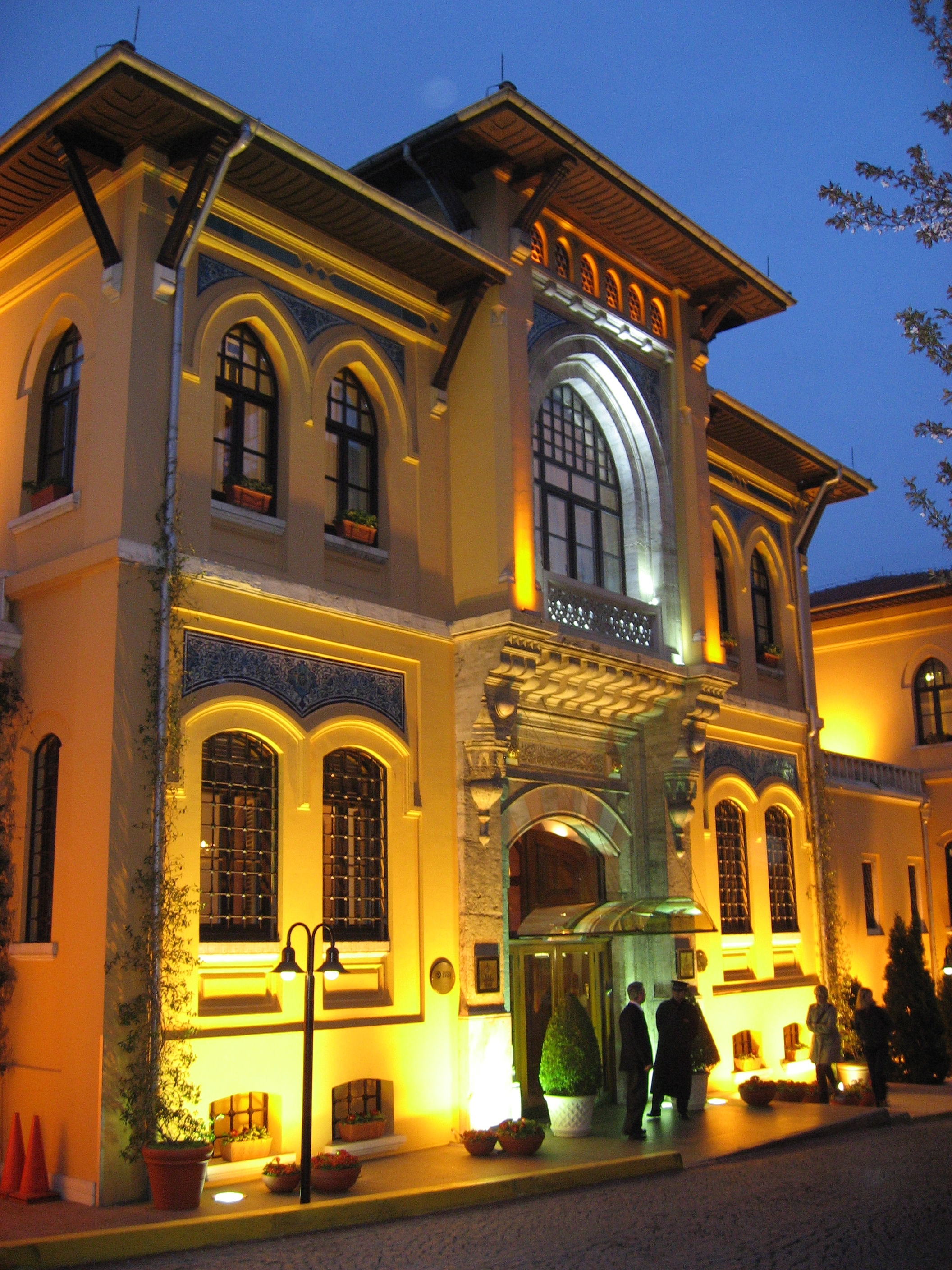
Prisão de Sultanahmet em Istambul
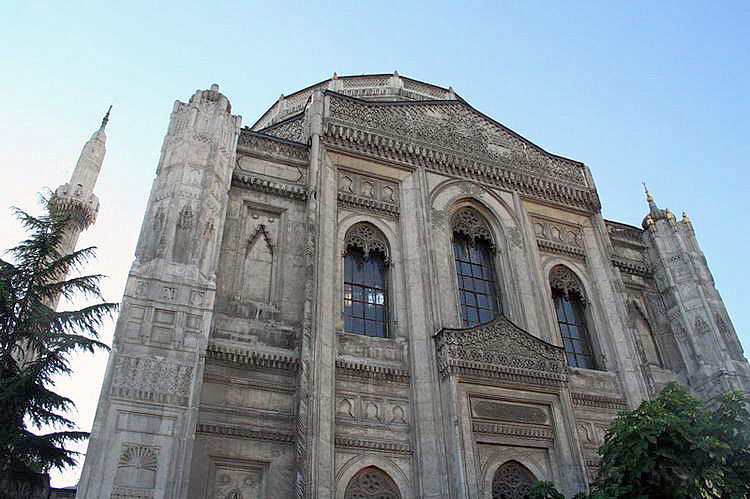
Mesquita Pertevniyal Valide Sultan em Istambul
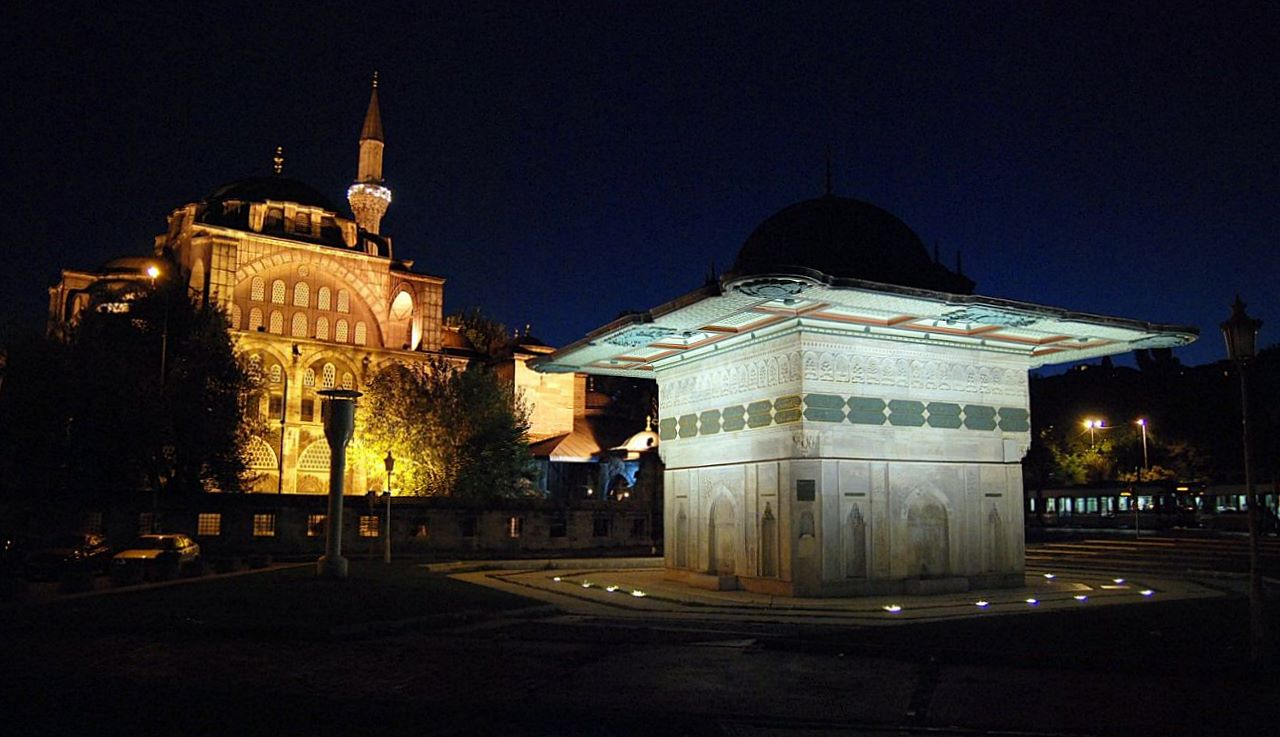
Complexo Kılıç Ali Pasha em Istambul
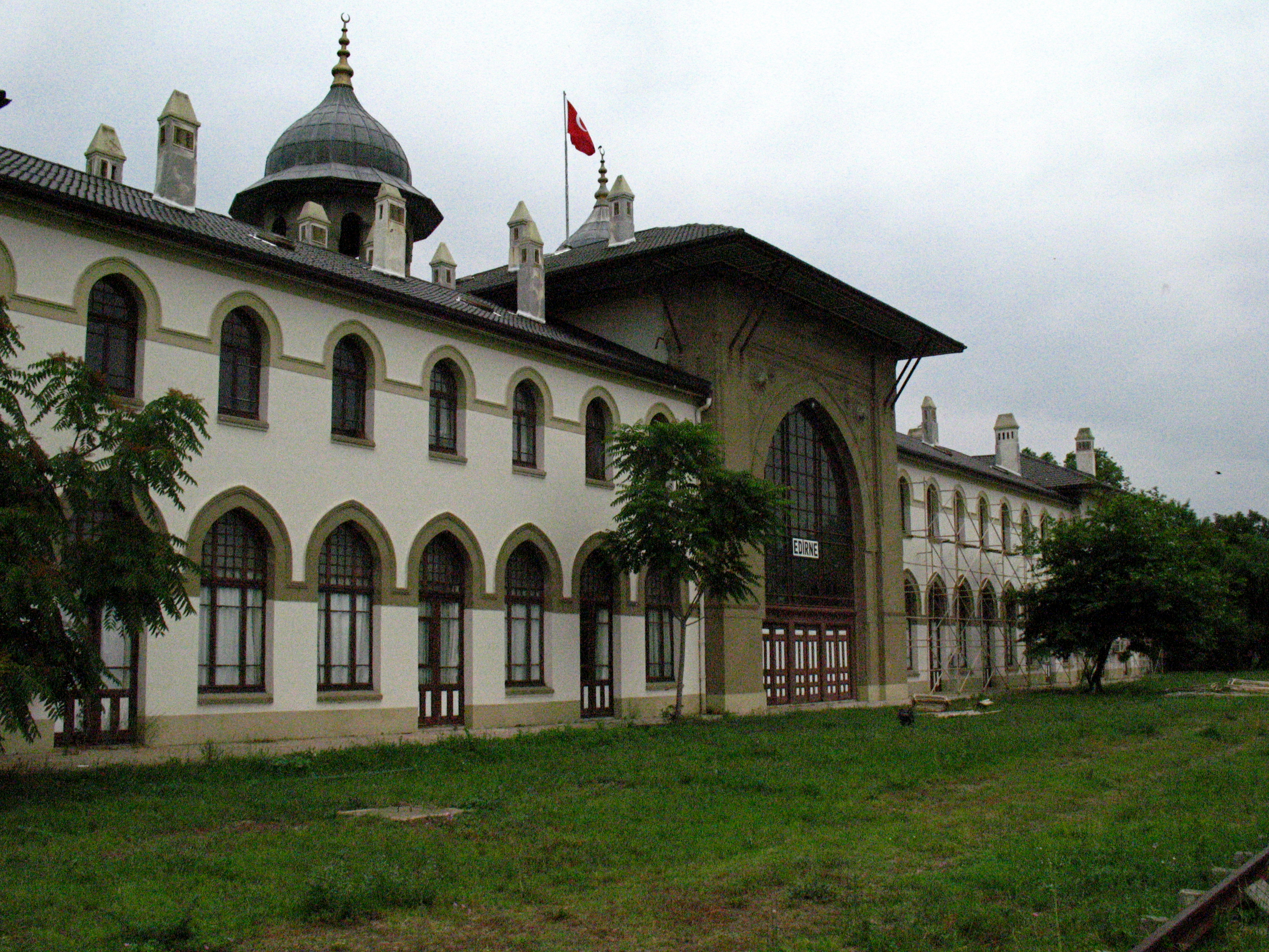
Estação ferroviária de Karaağaç em Edirne
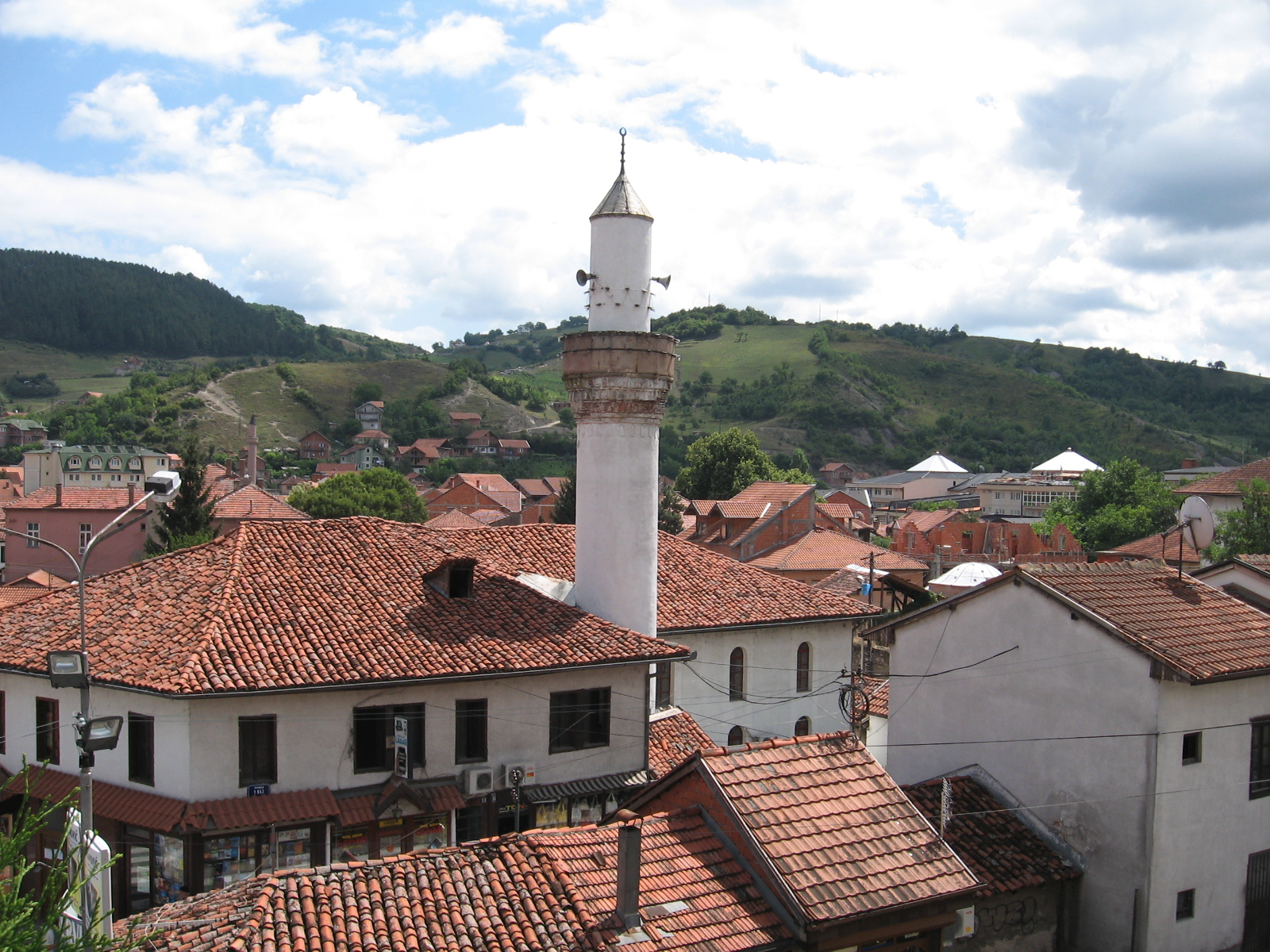
Arquitetura otomana em Novi Pazar
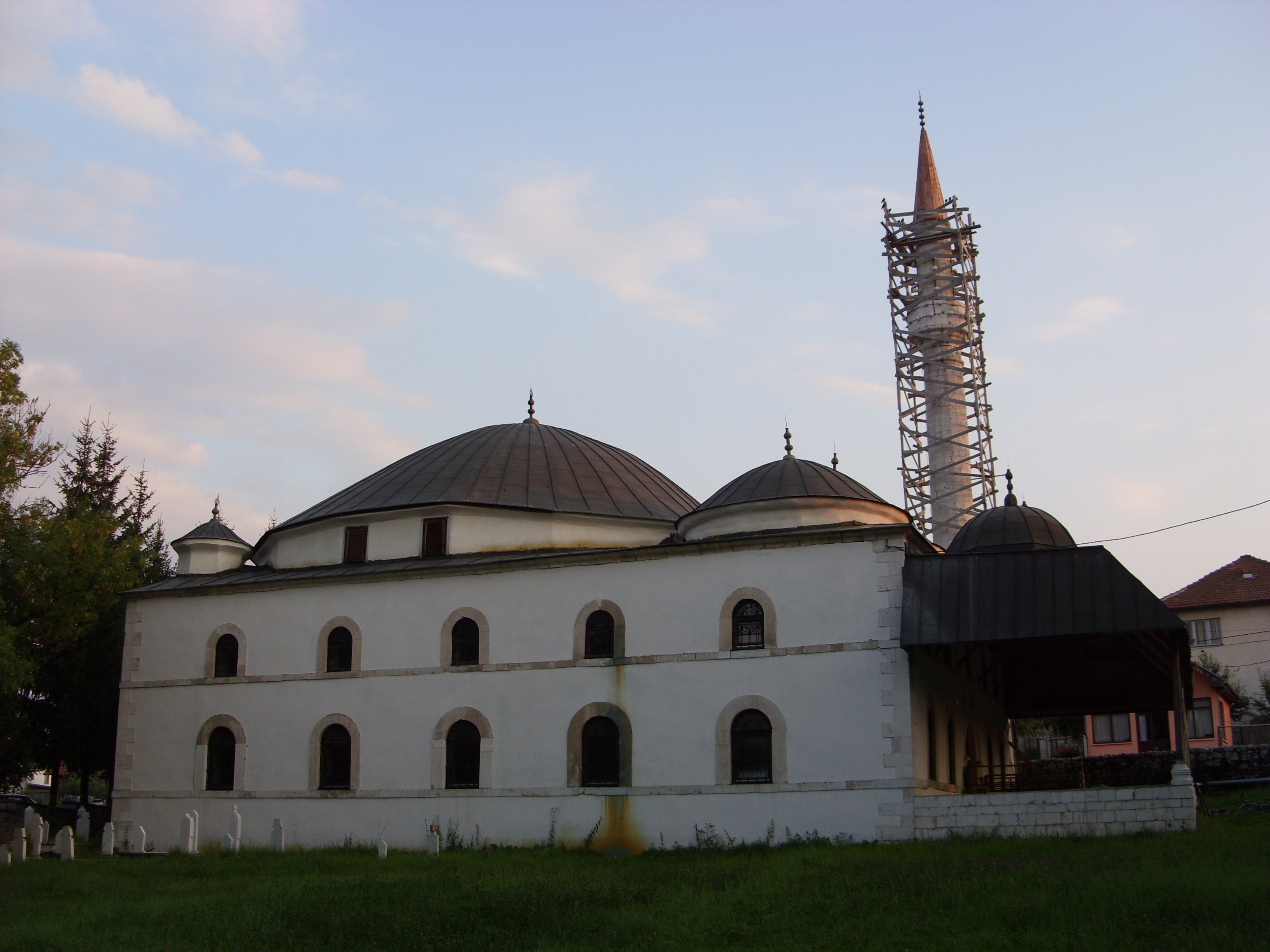
Mesquita Sjenica
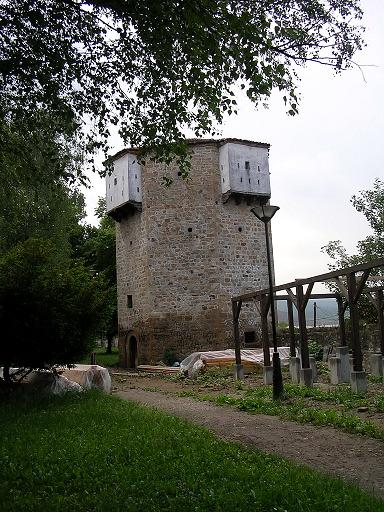
Ruínas da fortaleza otomana
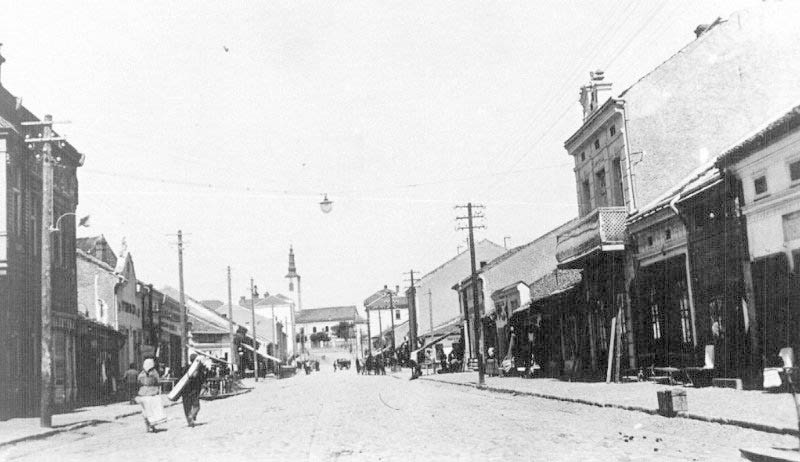
Aleksinac, durante o domínio turco
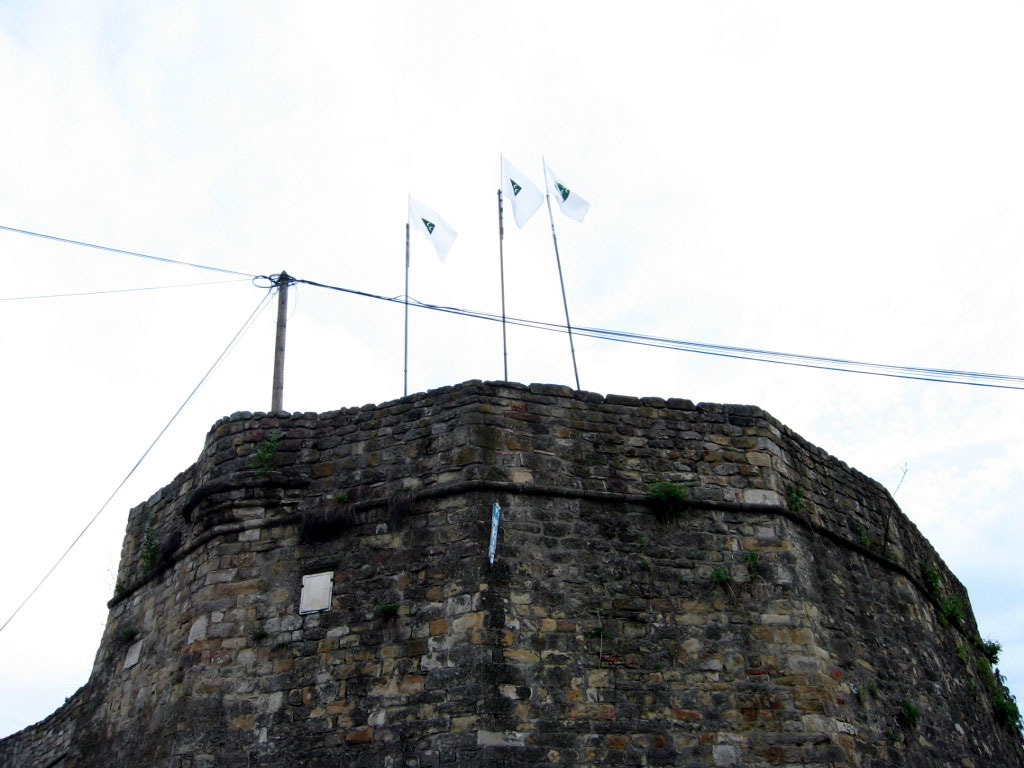
Muralhas construídas no período otomano em Novi Pazar
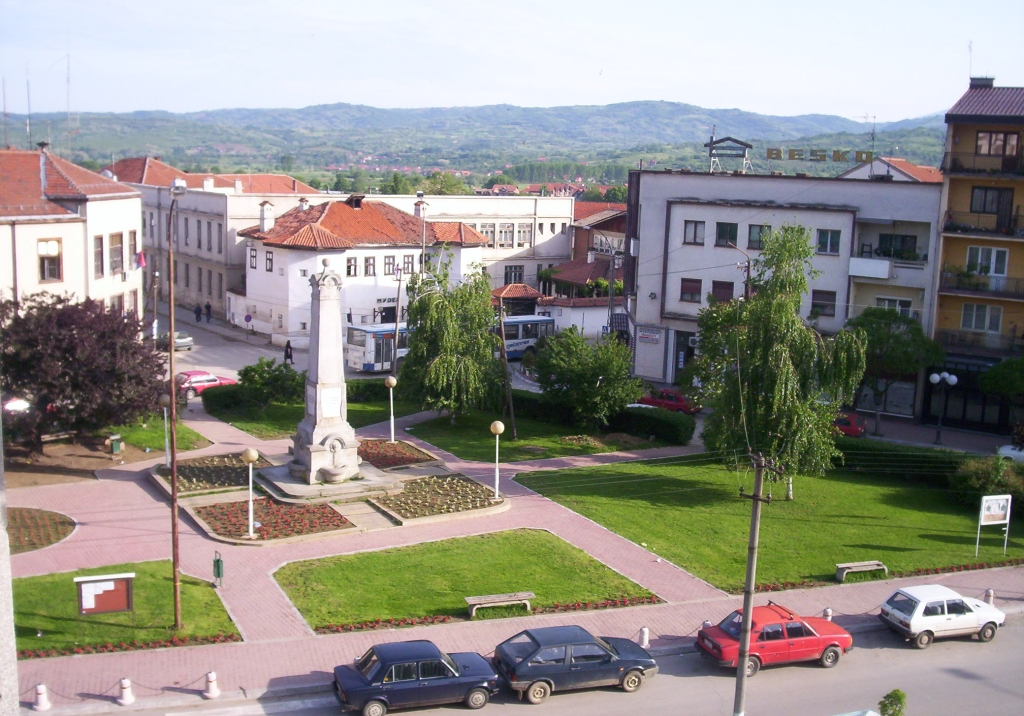
Vlasotince (centro da cidade, edifício turco, fortificação otomana, museu)
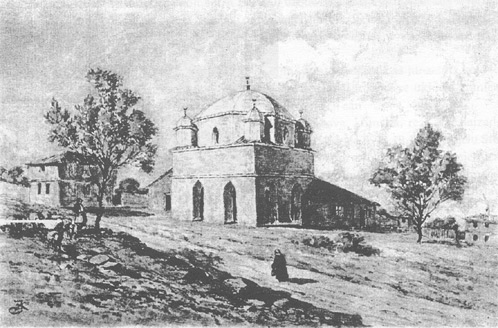
Mesquita Turbe em Belgrado (não existe mais).
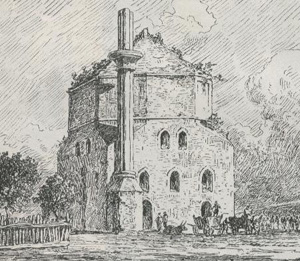
Mesquita Batal em Belgrado (não existe mais).
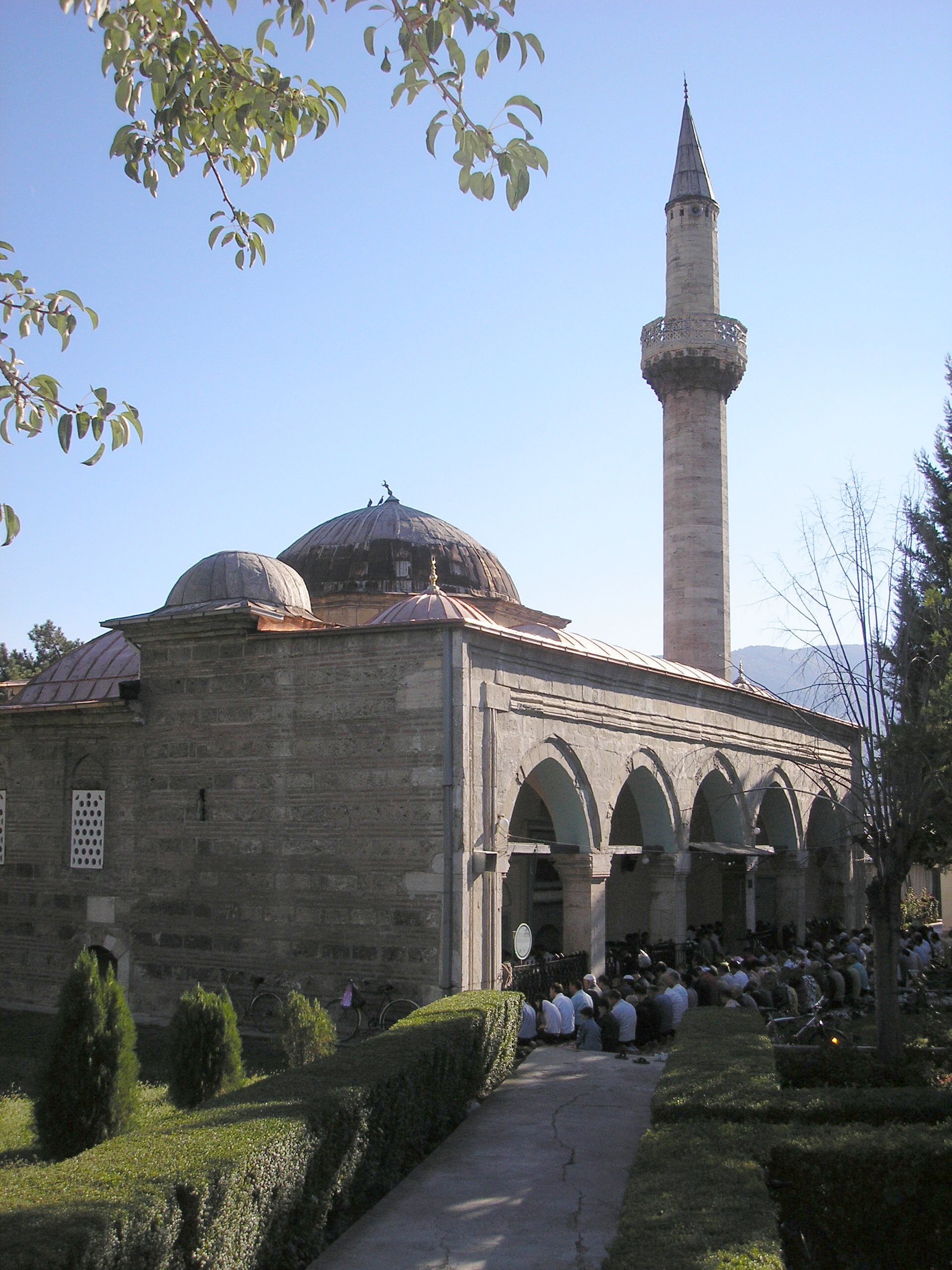
Mesquita Isa Bey, no antigo bazar de Skopje